# Fahrradbereifung

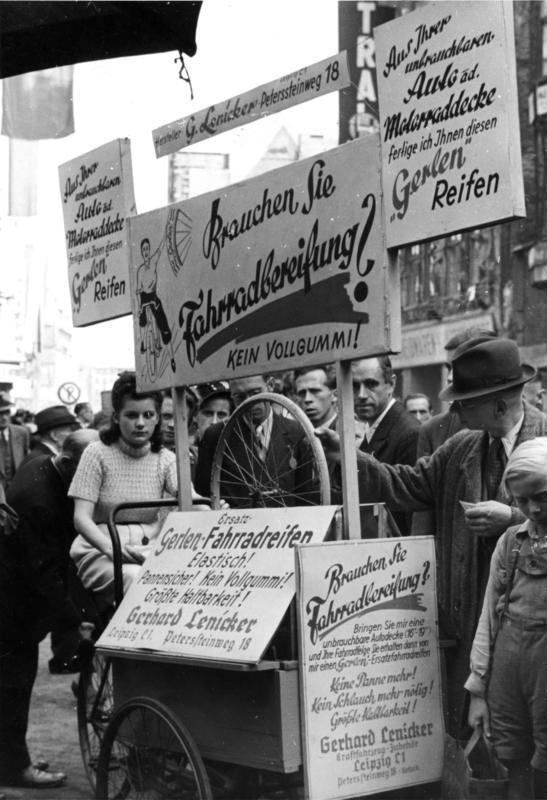
Reklame für Fahrradbereifung auf Lastenrad 1948 in Leipzig

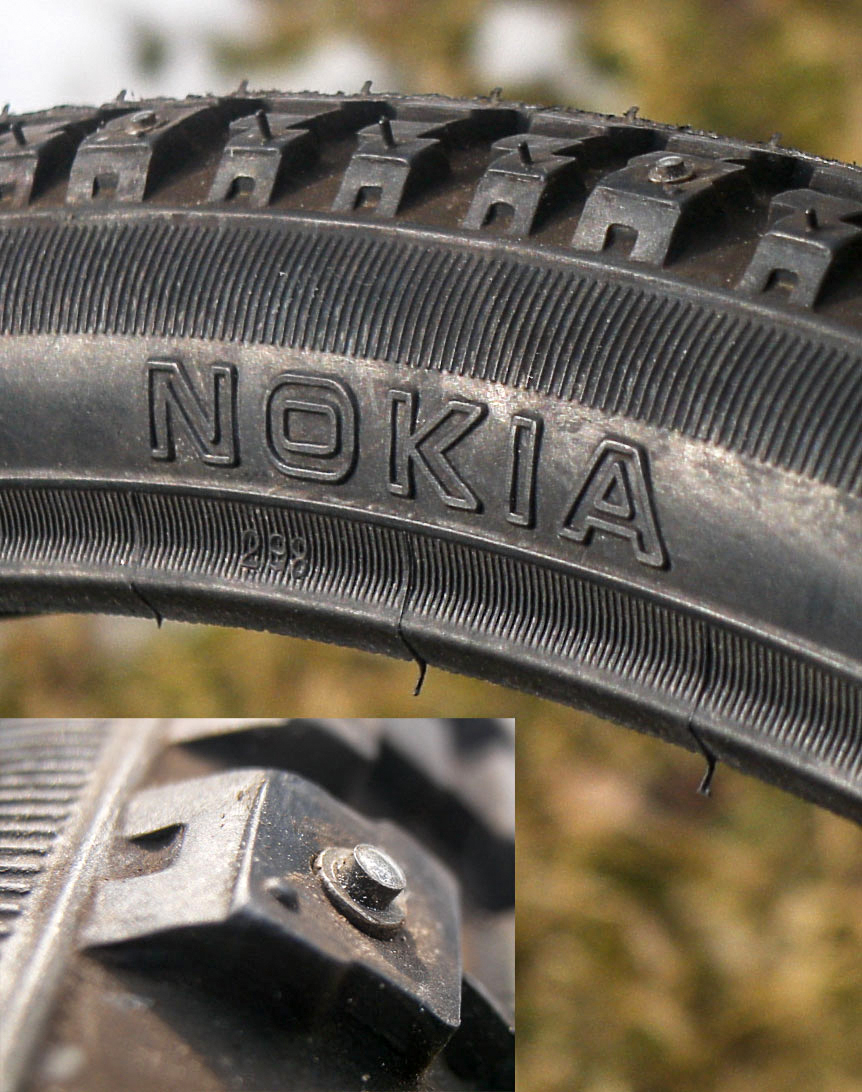
Fahrrad-Winterreifen mit Spikes

Die Fahrradbereifung ist der äußere Teil der Laufräder, der Kontakt mit der Fahrbahn hat, auf ihr abrollt und die Kraftübertragung zwischen Fahrbahn und Fahrzeug vermittelt. Als Fahrradbereifung wird heute üblicherweise eine Luftbereifung bestehend aus dem Mantel, auch Decke genannt, und dem Schlauch, selten ein schlauchloser Luftreifen, verwendet. Zusammen mit der Fahrradfelge bildet sie den äußeren Teil vom gesamten Laufrad.
Der Mantel ist der äußere, robuste Teil des Fahrradreifens, er hält den Reifen gegen den Innendruck stabil und überträgt Beschleunigungs-, Brems- und Seitenführungskräfte auf den Untergrund. In der Regel ist er mit einem Profil versehen. Der innenliegende Schlauch ist luftdicht und mit einem Ventil versehen, er hält den Reifendruck aufrecht. Im Rennsport werden auch Schlauchreifen verwendet, bei denen der Mantel den Schlauch komplett umschließt. Die Fahrradbereifung hat wesentlichen Einfluss auf Leichtlauf, Fahrkomfort und Traktion eines Fahrrades.

## Geschichte

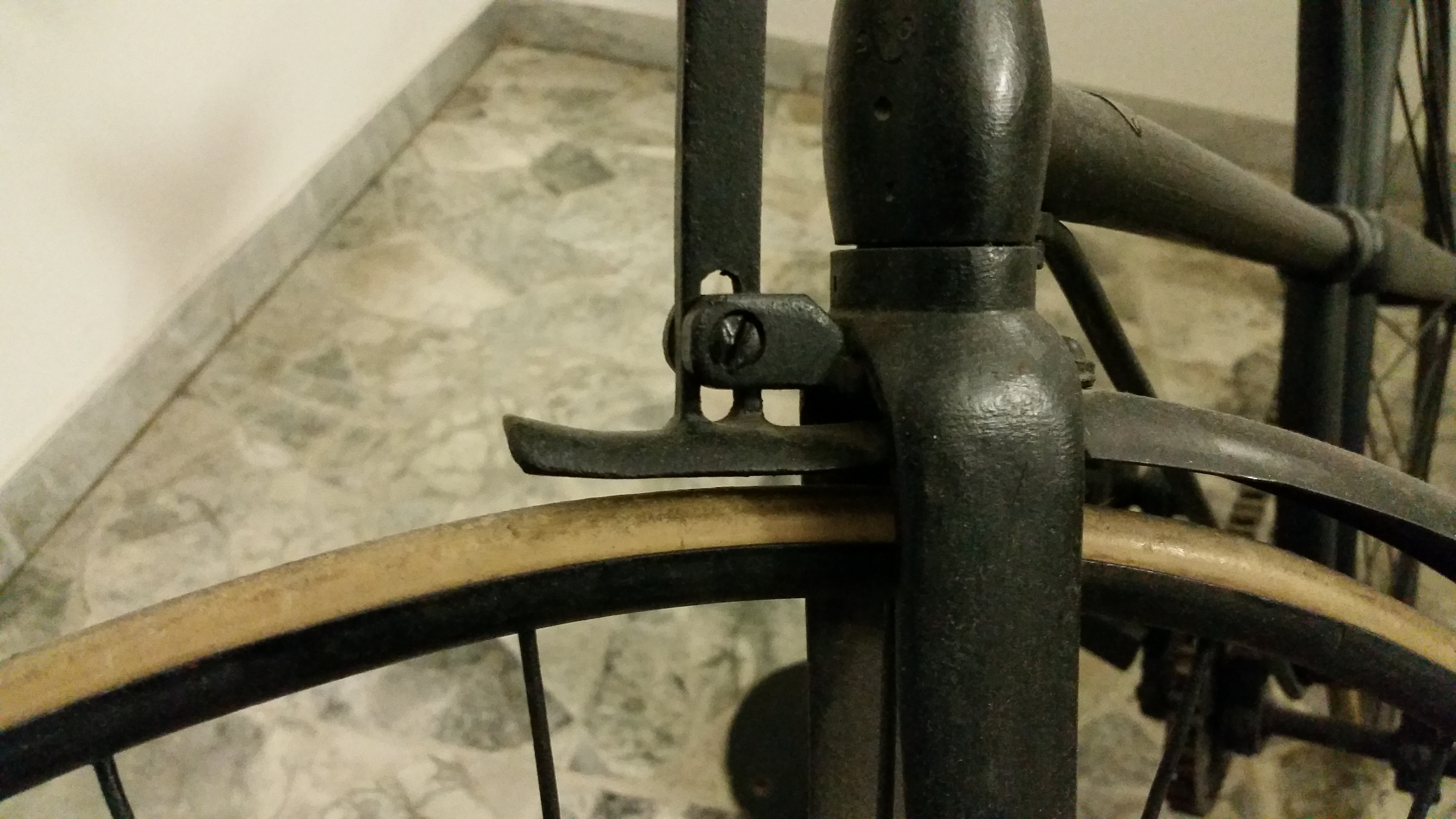
Vollgummireifen und Löffelbremse an einem Adler-Fahrrad, 1886

Die ersten Fahrräder (Boneshaker, deutsch: Knochenschüttler) hatten Holzräder mit Eisenbändern; Hochräder ab 1870 waren mit Vollgummireifen auf Stahlfelge ausgestattet. Mit der Verbreitung der Luftreifen ab 1888 setzten sich die massentauglichen Sicherheitsräder mit Antriebskette, heute üblicher Rahmengeometrie und Luftbereifung gegen die Hochräder durch.
Luftbereifung wurde erstmals 1845 von dem Schotten Robert William Thomson zum Patent angemeldet, fand aber nur wenig Anwendung bei vierrädrigen Fahrzeugen. Verbreitung für das Fahrrad fand der Luftreifen erst, nachdem nahezu gleichzeitig der schottische Tierarzt John Boyd Dunlop (1888) und der Franzose Édouard Michelin (1889) ihn für das Fahrrad patentieren ließen. Dunlop hatte bereits 1886 ein Patent auf Vollgummireifen erhalten. Ausgehend vom luftgefüllten Zweiradreifen wurde später auch die Luftbereifung von Automobilen entwickelt. Die Erfindung der Luftbereifung hatte zur Folge, dass die damals noch überwiegenden Hochräder innerhalb weniger Jahre durch das sogenannte Sicherheits-Niederrad abgelöst wurden. Die Fahrräder nahmen vor allem damit – und mit der Einführung des Ketten- bzw. Kardanantriebs auf das Hinterrad – ihre heute übliche Grundkonstruktion an.
Aufgrund des Bedarfs an Kautschuk für Militärfahrzeuge waren während der Weltkriege in Deutschland und der Mangelzeiten kurz nach den Kriegsenden Notbereifungen, die ganz ohne Gummi auskommen, weit verbreitet. Unter anderem gab es „Felgenbesätze“ aus spiralförmig gewundenem Stahlblech, Spiralfederbereifung, Korkscheibenauflage und geschlagenem Tauwerk.

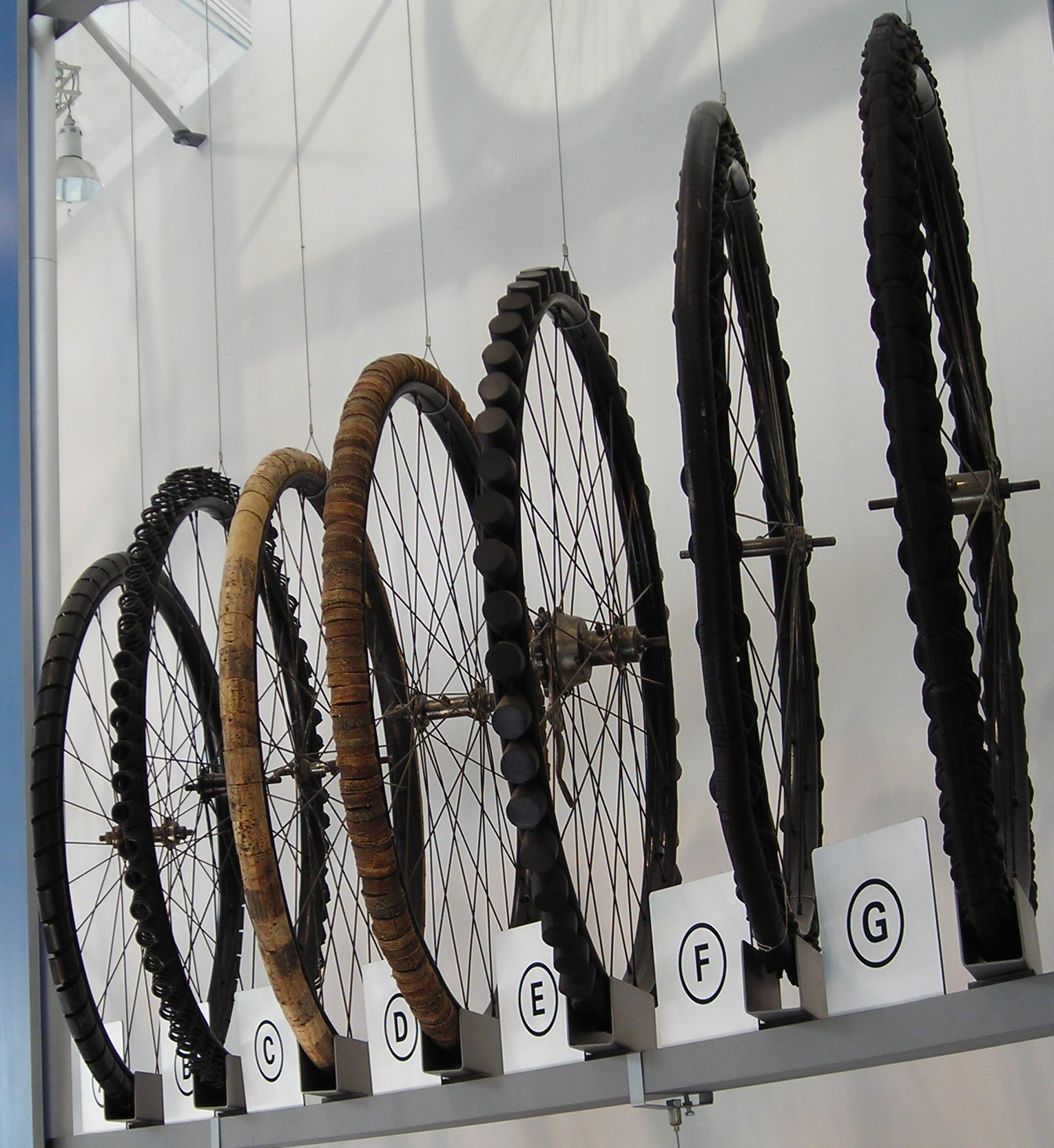
Verschiedene Notbereifungen aus dem Ersten und Zweiten Weltkrieg

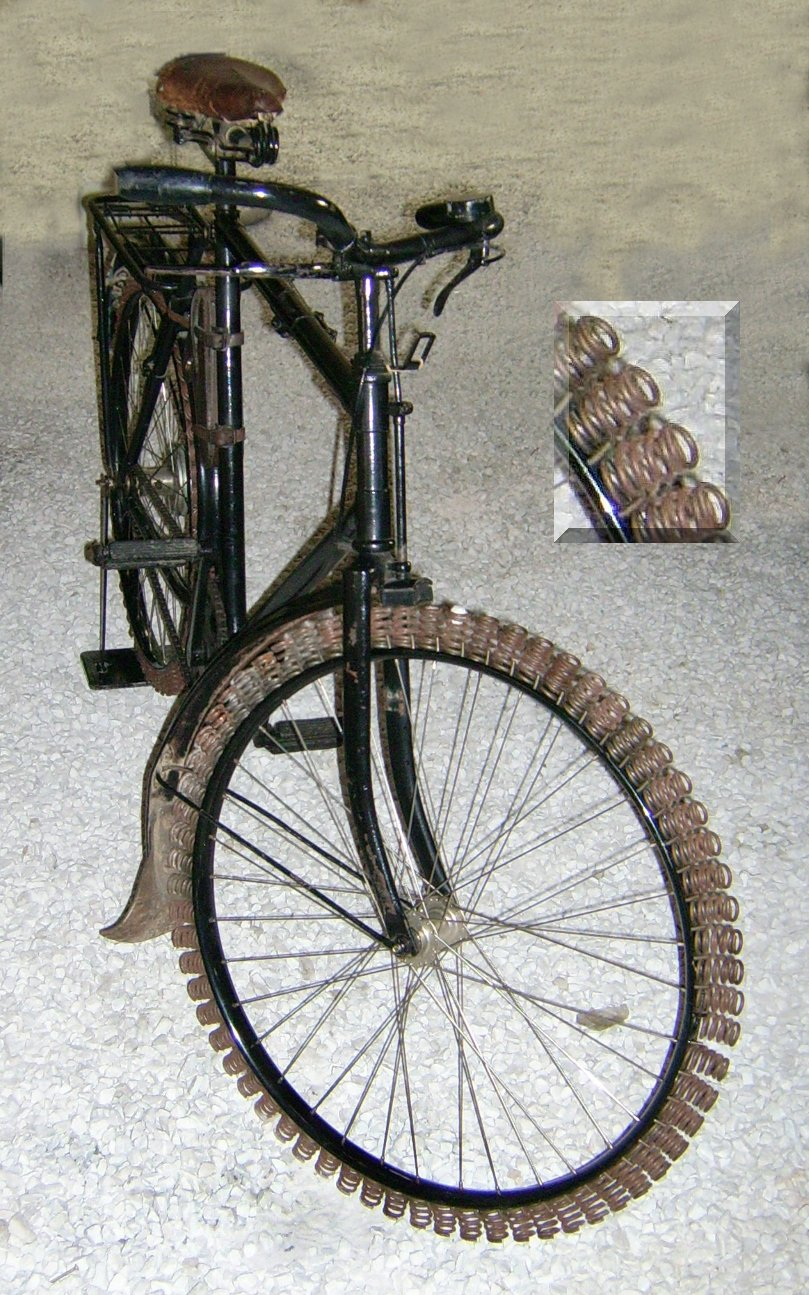
„Notreifen“ aus Stahlfedern als Nachrüstsatz im Ersten Weltkrieg

Noch bis etwa 1995 wurden in Mitteleuropa Wulstreifen verwendet. Der Wulst sitzt am inneren Rand der beiden Reifenflanken und hat im Querschnitt die Form eines spitzwinkligen Dreiecks. Seine flache äußere Lippe rutscht beim Aufpumpen unter den nach innen gerollten Blechrand der Felge, wird vom Schlauch dort angepresst und verankert so den Reifen. Der Wulst ist deutlich markanter als bei einem Drahtreifen. Wulstreifen lassen sich häufig durch heutige Drahtreifen ersetzen, wenn der Reifen so ausgerichtet wird, dass er ringsum gleichmäßig weit in der Felge steckt (und der innere Durchmesser des Reifens das vorgesehene Nennmaß einhält, was nicht immer der Fall ist). Beim Aufpumpen ist darauf zu achten, dass der Mantel an keiner Stelle aus der Felge rutscht.

## Konstruktionsarten
Alle luftgefüllten Reifen verfügen über eine gewebte Karkasse aus Fasern, die den Gummimantel in Form hält, indem sie dessen Dehnbarkeit begrenzt. Die Dichte des Karkassengewebes wird mit der Einheit EPI oder TPI (Ends/Threads per Inch – „Fäden pro Zoll“) angegeben.

### Draht- und Faltreifen
Draht- und Faltreifen (engl. gemeinsam Clincher tires genannt) werden am häufigsten verwendet.

#### Drahtreifen

Schematischer Aufbau eines aufgezogenen Drahtreifens.

Im an der Felge anliegenden inneren Rand des Reifens ist auf beiden Seiten ein Drahtring oder ein Drahtseil aus mehreren Einzelsträngen eingearbeitet, die mit dem umgebenden Gummimaterial einen Wulst bilden. Die Innenseiten des Felgenhorns besitzen eine umlaufende Nut, welche den Wulst des Mantels aufnimmt und in Position hält. Diese Felgen werden Tiefbett-, Drahtreifen- oder Hakenfelgen genannt (englisch Clincher rim, abgekürzt mit dem Buchstaben c, der nach ETRTO auf die Angabe der Maulweite der Felge folgt).

#### Faltreifen

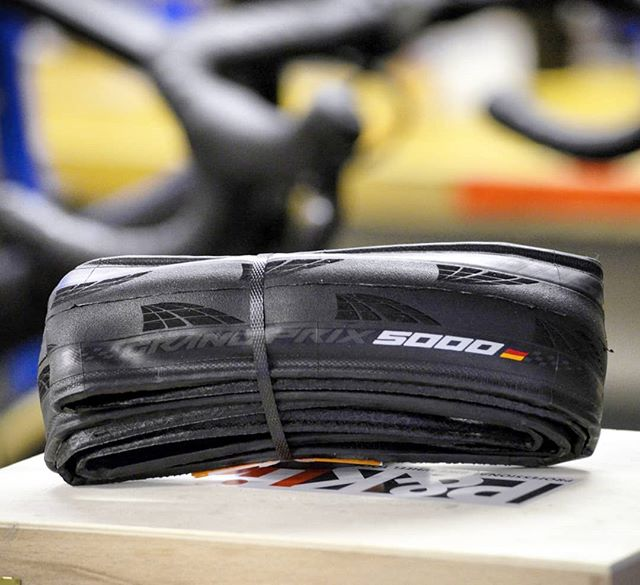
Faltreifen für Rennräder

Faltreifen sind eine Sonderform der Drahtreifen, bei denen die Wulstdrähte durch Bündel aus flexibleren Aramidfäden ersetzt werden. Dadurch lässt sich der Reifen zusammenfalten und einfacher verstauen. Faltausführungen sind in der Regel um 50 bis 100 g leichter als die Drahtversionen des gleichen Reifens. Es werden die gleichen Felgen verwendet wie für Drahtreifen.

### Schlauchlose Bereifung
Ähnlich wie bei Autos und motorisierten Zweirädern gibt es bei Fahrrädern auch Luftreifen, die in Kombination mit passenden Felgen ohne Schlauch (engl. tubeless) verwendet werden können. Dabei handelt es sich in der Regel um Faltreifen, die zusammen mit der Felge eine dichte Luftkammer bilden.
Der Reifenwulst hat oft eine spezielle Form, um die Luft besser zu halten und bei geringem Reifendruck nicht von der Schulter der Felge zu rutschen. Damit die Luft nicht über die Speichenlöcher entweicht, wird ein abdichtendes Felgenband auf den Felgenboden geklebt und der Ventilschaft abgedichtet in das Ventilloch geschraubt. Da herkömmliche Mäntel nicht ausreichend luftdicht sind, wird der Reifen mit einer Latexemulsion („Dichtmilch“) gefüllt, die in flüssiger Form im Reifen verbleibt. Dichtemulsionen können Durchstiche bis ca. 3 mm Durchmesser im Mantel selbsttätig verschließen, indem sie in Verbindung mit Luft aushärten.
Je nach System muss für den Pannenfall ein herkömmlicher Schlauch mitgeführt werden. Nach Herausschrauben des Spezialventils kann im Regelfall ein handelsüblicher Schlauch eingesetzt werden. Es gibt auch Reparatursysteme für unterwegs, in denen bei montiertem Reifen eine sogenannte „Salami“ von außen in das Loch eingeführt wird.
Vorteile des schlauchlosen Systems bei Mountainbike-Reifen:
- Gewichtsreduktion, da kein Schlauch benötigt wird.
- Die Reifen können mit geringerem Luftdruck gefahren werden, ohne Schlauchdurchschläge („Schlangenbisse“) befürchten zu müssen. Durch den niedrigen Luftdruck verbessern sich im Gelände Federungseigenschaften und Traktion, auf sehr unebenem Untergrund gegebenenfalls auch der Rollwiderstand.
- Der Rollwiderstand verringert sich, da die Walkarbeit zwischen Mantel und Schlauch entfällt.
- Oft deutlich verringerte Pannenanfälligkeit, da die Dichtmilch Perforationen abdichtet.[6]

Nachteile des schlauchlosen Systems:
- Die Befüllung mit Latexemulsion ist etwas aufwändiger, inzwischen gibt es spezielle Tubeless-Ventile mit größerem Innendurchmesser, die das Einfüllen bei herausgeschraubtem Innenventil erleichtern.
- Das Aufpumpen eines entleerten und vom Felgenhorn gerutschten Reifens ist in manchen Fällen nur mit Hilfe des großen Luft-Volumenstroms eines stationären Druckluftkompressors oder einer speziellen Handpumpe mit Druckreservoir möglich, obgleich oft auch eine gewöhnliche Standluftpumpe ausreicht. Die ETRTO empfiehlt, die Luft nach dem Aufpumpen eines neu montierten Reifens noch einmal abzulassen, um feststellen zu können, ob der Reifenwulst auf der Felge ringsum gleichmäßig in der vorgesehenen Position nahe der Kante sitzt.[7]
- Reparaturen und der Tausch der Reifens sind wegen der Dichtemulsion und des engeren Sitz des Reifens oft umständlich.
- Gealterte Reifen lassen sich teilweise trotz Emulsion nicht abdichten.[8] Die Latexemulsion trocknet mit der Zeit ein und verliert ihre Dichtwirkung, weshalb sie generell wenigstens halbjährlich nachgefüllt werden sollte.[6] Auch bei sehr niedrigen Außentemperaturen kann die Emulsion ihre Dichtwirkung verlieren.[8]
- Bei Fahrten mit sehr niedrigem Luftdruck kann beim Durchschlagen von Hindernissen das Felgenhorn beschädigt werden.
- Felgen müssen mit speziellem Tubeless-Felgenband abgedichtet werden.
- Schlauchlose Systeme erfordern spezielle Felgen und Reifen. Auch nicht jede Kombination von Felge und Reifen ist geeignet. Insbesondere einfache Felgen halten die vom ISO/ETRTO-Standard vorgesehenen Toleranzen nicht immer ein, wodurch ein zuverlässiger Sitz von schlauchlosen Mänteln nicht in jedem Fall gewährleistet ist. Insbesondere der Durchmesser der Felgenschulter und die Höhe des Felgenrands müssen den Vorgaben entsprechen.[8]
- Das geringere Gewicht und der niedrigere Rollwiderstand durch den fehlenden Schlauch wird in der Regel durch Gewicht und Zähigkeit der Dichtemulsion wieder ausgeglichen. Spezielle Mäntel, die keine Dichtemulsion benötigen, sind oft schwerer und steifer, so dass auch mit diesen kein großer Vorteil zu erzielen ist.[8]

Höherklassige neue Felgen sowie Reifen mit einem Durchmesser über 32 mm sind oft für die schlauchlose Verwendung vorbereitet, was am Aufdruck tubeless ready erkennbar ist.
Die Kombination eines schlauchlosen Mantels mit einer Felge kann getestet werden, indem bei der ersten Installation zunächst ein Schlauch montiert wird. Wenn der Mantel sich bereits bei einem Luftdruck von unter 3 bar auf die Schulter der Felge schiebt, dann sitzt er möglicherweise nicht dicht genug, um ihn ohne Schlauch verwenden zu können. Bei sehr leichtgewichtigen und dünnwandigen Reifen kann es notwendig sein, die Dichtemulsion unmittelbar nach der Installation durch ausführliches Schwenken und Schütteln des Reifens gleichmäßig zu verteilen, um die Dichtigkeit herzustellen.
Schlauchlose Reifen haben sich zuerst im Mountainbike-Sport etabliert und finden neuerdings auch in Gravelbikes und Rennrädern Verwendung.
Schlauchlose Rennradreifen haben einige zusätzliche Nachteile, die das schlauchlose System insbesondere für sehr schmale Reifen weniger interessant macht:
- Felgen und Reifen müssen etwas stabiler ausgebildet werden, da der verstärkende Schlauch fehlt. Das zusätzliche Material zusammen mit der Dichtemulsion gleichen den Gewichtsvorteil wie auch den niedrigeren Rollwiderstand teilweise wieder aus.[8]
- Durch den hohen Druck schmaler Reifen kann ein zuverlässiger Sitz des Mantels auf der Felge nicht immer gewährleistet werden.[6] Manche Hersteller empfehlen einen maximalen Reifendruck von rund 4 bar.[8]

### Schlauchreifen

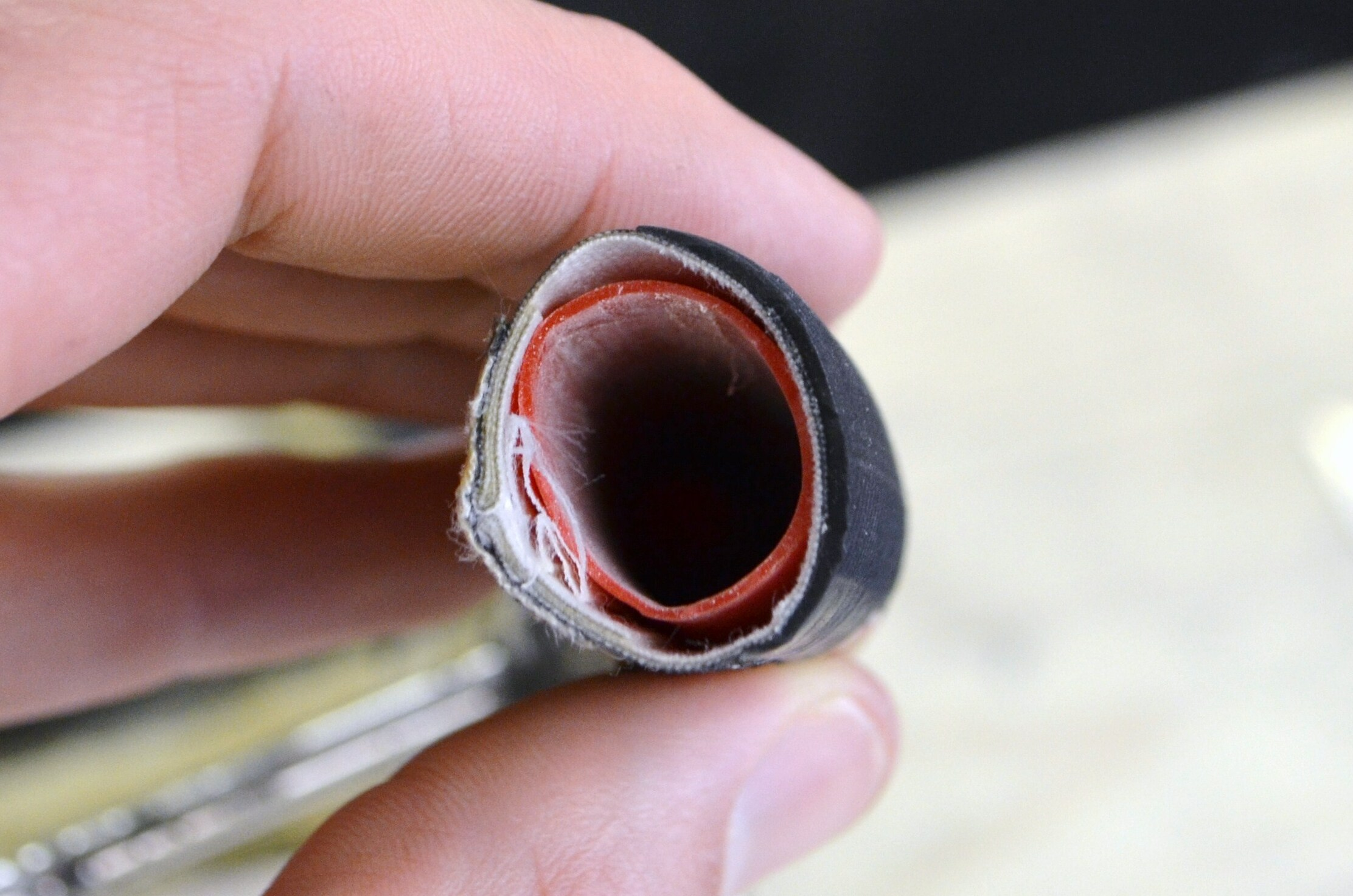
Aufgeschnittener Schlauchreifen. Innen der Schlauch (rot), umgeben von einem textilen Mantel (weiß). Die gummierte Lauffläche ist im Bild rechts, die Klebefläche links.

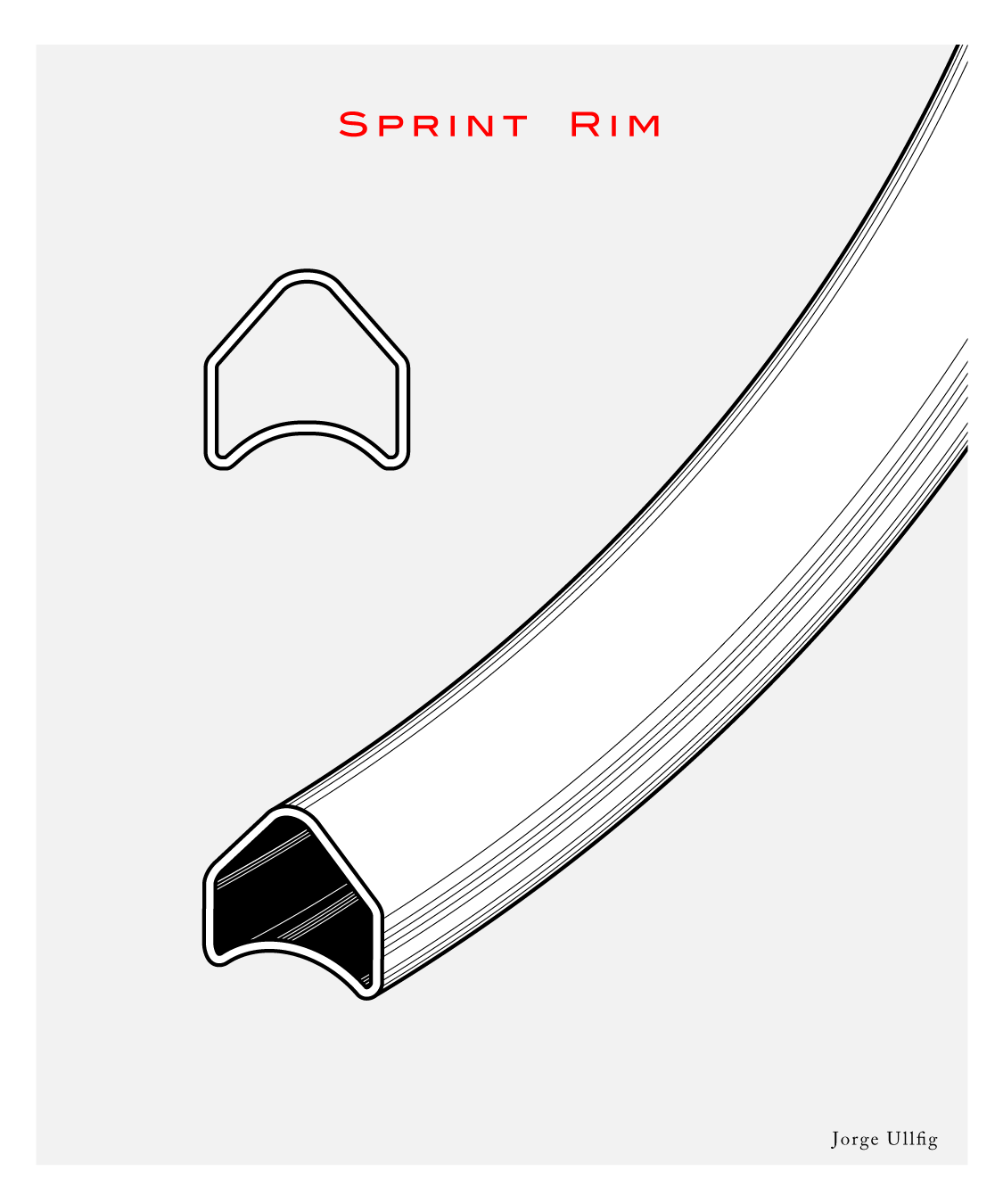
Felgen für Schlauchreifen haben ein konkaves Felgenbett.

Bei Schlauchreifen wird der bandförmige Mantel um den Schlauch gelegt und rückseitig vernäht. Er wird mit Reifenkitt oder doppelseitigem Klebeband auf die nach außen weisende Hohlkehle der Felge geklebt.:298 Schlauchreifenfelgen haben ein im Felgenquerschnit konkaves Felgenbett ohne Felgenhörner und können daher nicht mit gewöhnlichen Reifen bestückt werden. Das Montagebett für den Reifen besteht aus einer ausgerundeten Rinne mit ausreichend Fläche für die Verklebung. Die tangentialen Zugspannungen (Kesselformel) des stark aufgepumpten Reifens werden vollständig vom felgenseitig vernähten Mantel aufgenommen, während ein normaler Drahtreifen Spreiz- und Biegekräfte auf die Felgenhörner ausübt.
Durch diese Bauweise kann das Gewicht des in den Reifenwulst eingelegten Drahts sowie der Felgenflanke eingespart werden. Die Reifen können mit einem sehr hohen Luftdruck bis etwa 15 Bar aufgepumpt werden, woraus bei sehr ebener Fahrbahn ein geringer Rollwiderstand resultiert.:67
Die Reibungshitze von Felgenbremsen kann bei langen Bergabfahrten die Felge so weit erwärmen, dass der Reifenkleber weich wird und der Reifen von der Felge rutscht.:331 Einen Unfall dieser Art hatte beispielsweise Joseba Beloki bei der Tour de France 2003.
Zur Reparatur des Schlauchs muss die Naht der Hülle gelöst und wieder verschlossen werden, weshalb Schlauchreifen bei einer Panne meist ersetzt werden.:181 Aufgrund höherer Anschaffungs- und Reparaturkosten wurden Schlauchreifen aus dem Hobbybereich weitestgehend von anderen Luftreifen verdrängt. Auch im professionellen Radsport kommen immer häufiger Alternativen, vor allem Tubeless-Systeme, zum Einsatz.

### Luftlose Reifen

#### Vollgummireifen
Vollgummireifen werden auf denselben Felgen montiert, die für Drahtreifen hergestellt werden. Der Vorteil ist die hohe Pannensicherheit, die aber mit geringerem Komfort und höherem Gewicht erkauft wird. Wie Schlauchreifen mit hohem Luftdruck setzen harte Vollgummireifen die Bewegungsenergie auf unebenem Untergrund teilweise in gegen den Fahrer gerichtete Stöße um, was ihrem prinzipiell guten Rollwiderstand entgegenwirkt. Die Montage von Vollgummireifen ist oft schwierig. Da sie nicht vom Luftdruck an die Felgenflanke gedrückt und stabilisiert werden, müssen sie sehr straff sitzen. Vollgummireifen waren die Vorläufer der heutigen Luftbereifung, sie waren zwischen 1880 und 1890 in Gebrauch. Immer wieder kam die Idee der Vollgummireifen auf, sie setzt sich jedoch wegen der überwiegenden Nachteile nicht durch.

#### PU-Schaum-Reifen
Eine neuere Alternative zu den Vollgummireifen sind Reifen aus PU-Schaum, die von mehreren Herstellern angeboten werden. Hersteller sind z. B. Tannus, Britek und Hutchinson und Lenco mit der Marke Primo.

## Bauformen

### Slicks

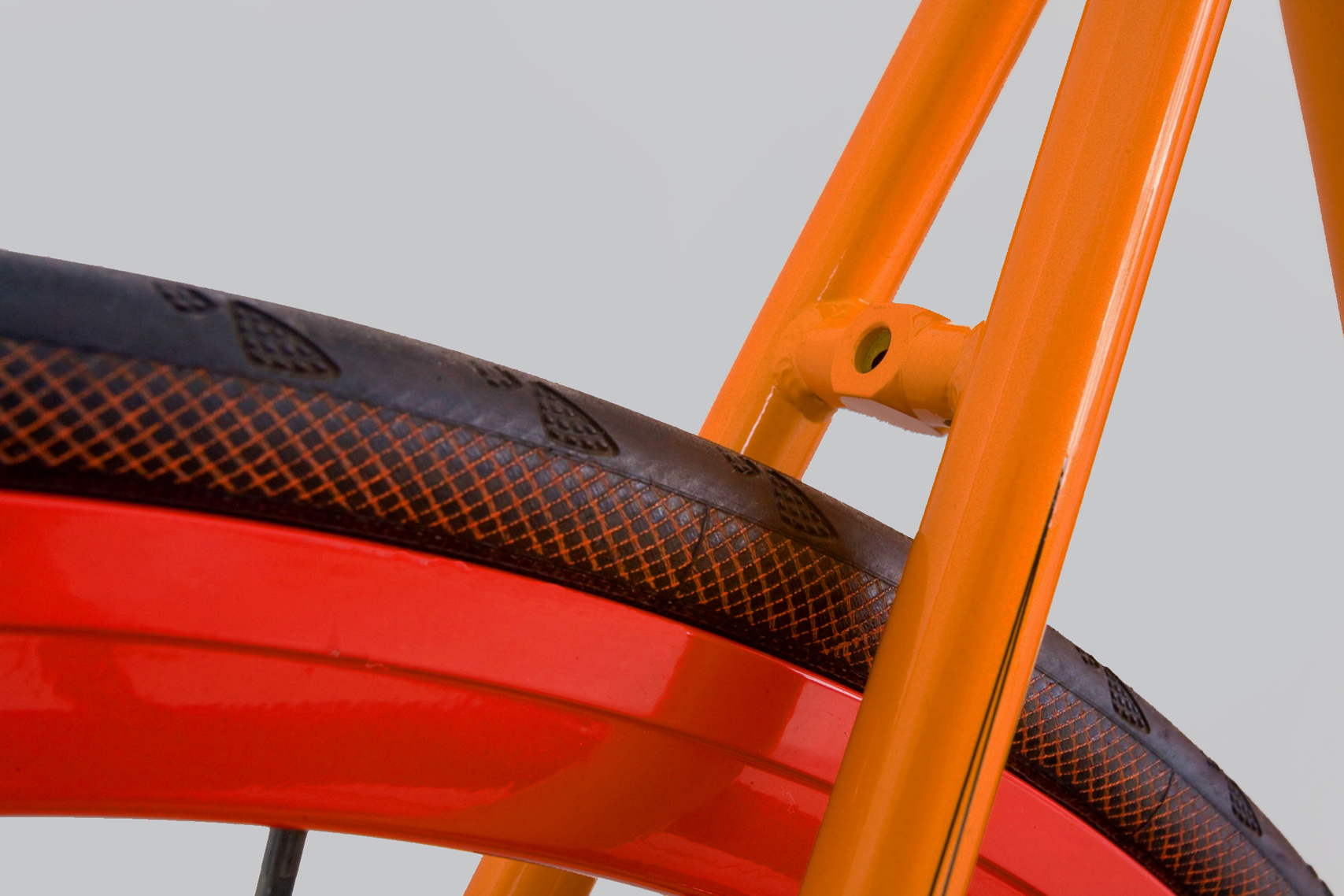
Rennradreifen auf auffälliger Hohlkammerfelge

Slicks sind Reifen mit glatter Lauffläche, deren Rollwiderstand im Regelfall geringer ist als bei profilierten Reifen. Beim Fahrradfahren besteht keine Aquaplaninggefahr und profilierte Reifen bieten in den meisten Fahrsituationen auf asphaltierten Straßen keine bessere Traktion als glatte Reifen. Da Slicks leichter laufen und länger halten, sind sie gut zur Verwendung an Alltagsrädern geeignet, die überwiegend auf festem Untergrund gefahren werden. Auch auf feuchten, glatten Untergründen wie Asphalt, Kopfsteinpflaster und Straßenbahnschienen haben Slicks in der Regel keine schlechtere Haftung. Im Allgemeinen haben profilierte Reifen und Stollenreifen nur im Gelände, auf Sand, Kies und Schotter sowie auf weichen Untergründen eine bessere Traktion.

### Semi-Slicks und Stollenreifen mit Mittelsteg
Semi-Slicks sind eine hybride Form aus Slicks und Geländereifen. Sie haben eine nur gering profilierte Lauffläche oder sind mittig glatt wie Slicks und besitzen beidseitig der Lauffläche ein Profil wie Alltags-Reifen oder sogar ausgeprägte Schulterstollen wie Mountainbike-Reifen. Während die Lauffläche auf hartem, ebenen Untergrund eine hohe Bodenhaftung bewirkt, sorgen die Schulterstollen für eine erhöhte Traktion, wenn der Mantel auf weichem Untergrund einsinkt oder der Luftdruck reduziert wird. Stollenreifen mit Mittelsteg haben zwar einen geringeren Rollwiderstand als gewöhnliche Stollenreifen, aber immer noch einen spürbar höheren als gänzlich profillose Reifen. Die seitliche Profilierung könne insbesondere am Vorderrad sinnvoll sein, um in Kurvenfahrten im Gelände die Seitenhaftung zu verbessern. Ein Durchdrehen des Hinterrads beim Antreten auf rutschigem Untergrund können Semi-Slicks nur dann verhindern, wenn die seitlichen Stollen bereits Kontakt mit dem Untergrund haben.

### Stollenreifen

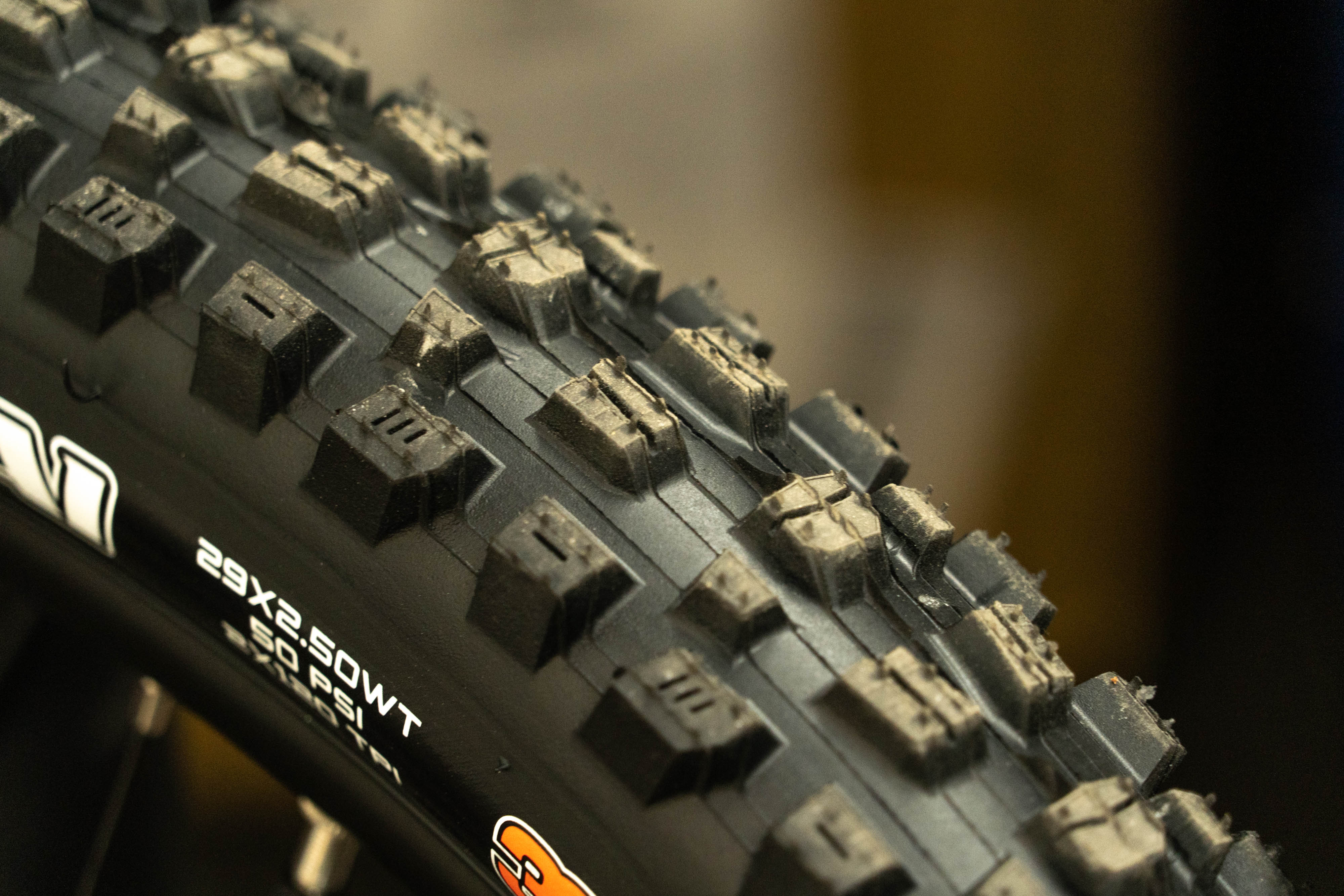
Stollenreifen

Stollenreifen haben grobe, weit herausstehende Stollen, welche die Haftung auf weichem und losem Untergrund verbessern. Sie werden vor allem in breiten Ausführungen auf Mountainbikes und, in schmalerer Version mit flacherem Profil, auch auf Gravelbikes verwendet.

### Ballonreifen

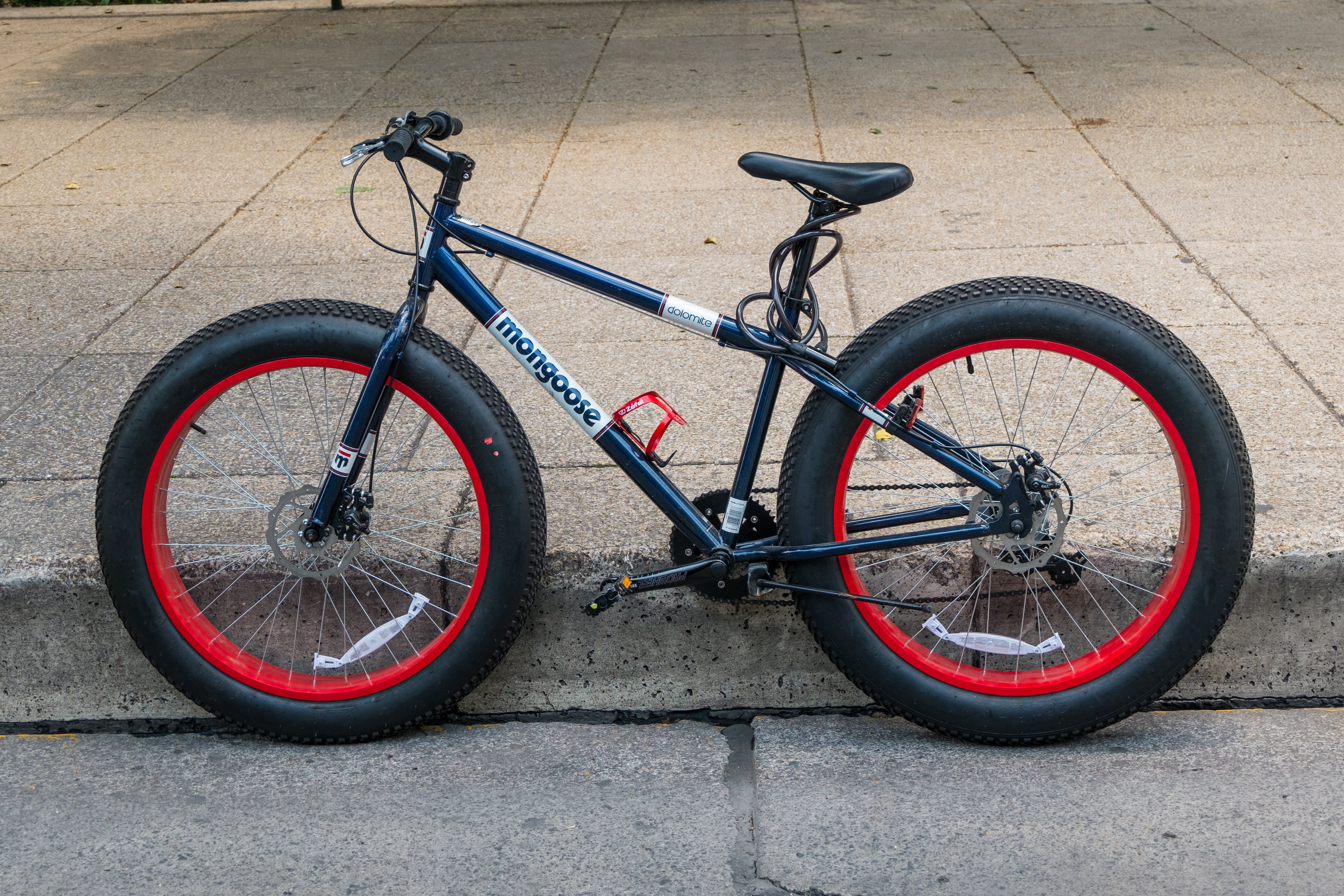
Fatbike

Ballonreifen sind häufig 50 bis 65 mm (2 bis 2,5 Zoll) breit und können mit einem relativ geringeren Druck von etwa 2 Bar gefahren werden. Der Vorteil liegt im erhöhten Fahrkomfort sowie in guter Traktion auf weichem Untergrund. Auch bleiben breite Reifen weniger leicht in Straßenbahnschienen hängen. Auf grobem Untergrund kann der Rollwiderstand von Ballonreifen geringer sein als der von schmaleren Reifen, da sie Unebenheiten einfach überrollen statt sie als Stoß an Rahmen und Fahrer weiterzugeben. Auf weichem Untergrund wie Schlamm, Sand und Schnee haben sie den Vorteil weniger tief einzusinken. Auf befestigten Wegen ist der Rollwiderstand hingegen in erster Linie vom Reifendruck abhängig.
Die Firma Ralf Bohle (Marke Schwalbe) hat den Begriff Balloonbike für Alltags- und Tourenräder mit voluminösen Reifen als Wortmarke eintragen lassen und produziert Ballonreifen, deren Rollwiderstand bei 2 Bar nicht größer sei als bei herkömmlichen 37 mm Tourenreifen mit 4 Bar. Einer gemeinsamen Studie mit der Sporthochschule Köln zufolge reicht der abfedernde Effekt von Ballonreifen nahezu an den Federungskomfort eines vollgefederten Fahrrads heran und übertrifft diesen bei kleineren Unebenheiten aufgrund des feinen Ansprechverhaltens und der Unterdrückung von Vibrationseffekten sogar.
Ballonreifen wurden auf Cruiser-Rädern bereits in den 1930er Jahren verwendet. In den 1960er Jahren tauchten sie dann wieder als kleine 16″-Reifen an kompakten Stadträdern von Raleigh und einigen englischen Falträdern auf. Auf Mountainbikes werden heute vielfach Reifen mit Breiten um 50 mm (2 Zoll) als Standardbereifung eingesetzt, die in diesem Zusammenhang jedoch selten als Ballonreifen bezeichnet werden.

### Fatbike-Reifen
Fatbike-Reifen haben eine Breite von etwa 70 bis 150 mm und werden auf Felgen mit Breiten zwischen 30 und 100 mm eingesetzt.
Seit den 80er Jahren wurde mit überbreiten Reifen zur Verringerung des Bodendrucks auf Schnee, Sand und anderen weichen Untergründen experimentiert. Typisch sind etwa 100 mm (3,8 Zoll) breite Reifen auf Felgen mit 66 mm (2,6 Zoll) Maulweite.
Fatbike-Reifen können mit sehr niedrigem Luftdruck bis hinunter zu 0,3 bis 0,7 bar eingesetzt werden.

### Winterreifen

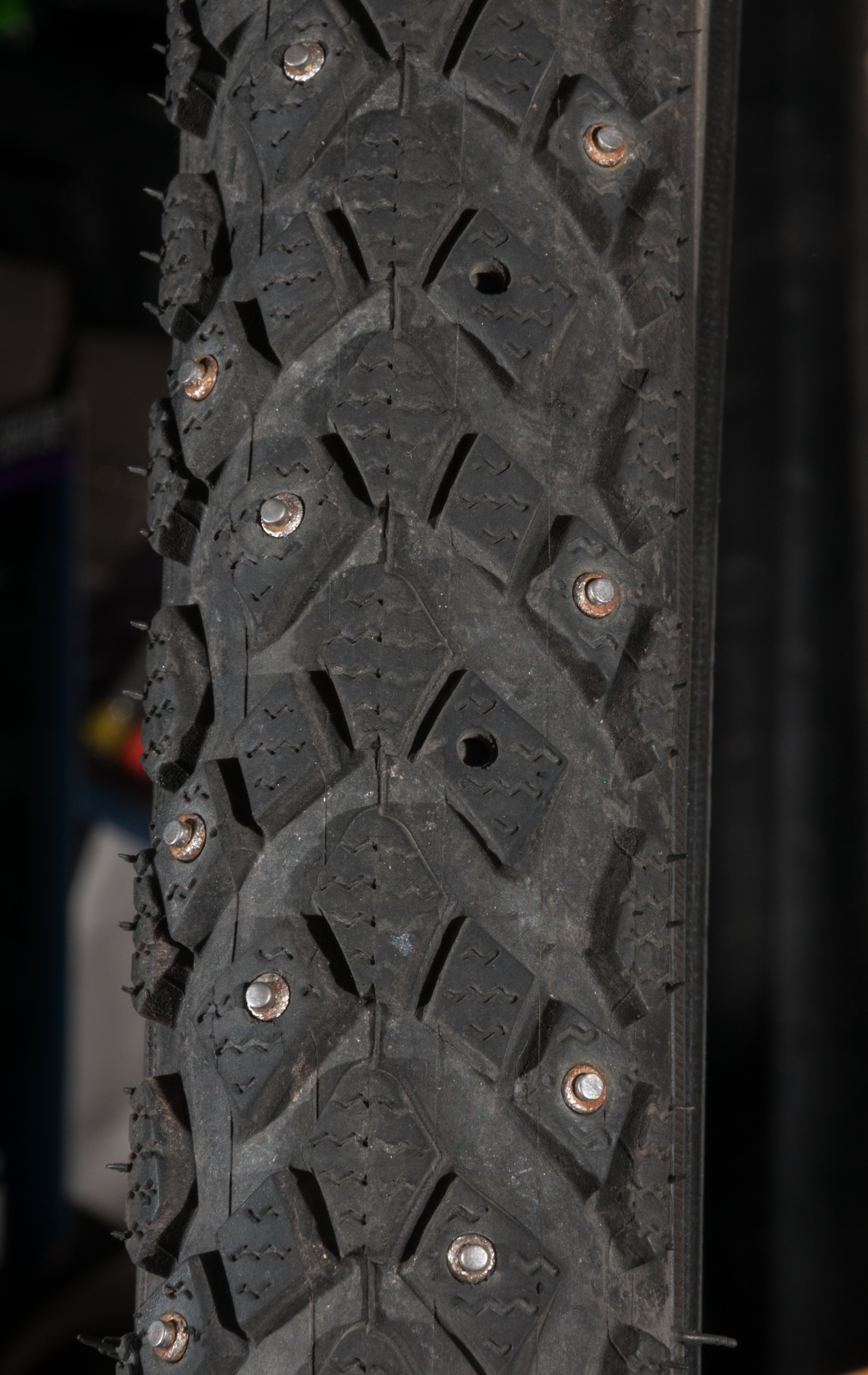
Winterreifen mit Spikes. Auf der rechten Seite des Reifens fehlen bereits zwei Stück.

Zur Verwendung bei winterlichen Straßenverhältnissen werden spezielle Winterreifen angeboten. Zum Teil handelt es sich dabei um Reifen mit modifizierter Reifenmischung und verändertem Profil, andere Ausführungen haben Spikes in der Lauffläche. Die Spikes bestehen zumeist aus einem dünnen Stift aus Hartmetall wie Wolframcarbid, der in einer Hülse aus Aluminium in den Reifen eingesetzt wird. Spikereifen bieten insbesondere auf vereisten Flächen guten Halt. Nachteilig ist das Laufgeräusch auf trockener Straße, auch sind Gewicht und Rollwiderstand gegenüber Standardreifen erhöht.

## Material
Die Gummimischung, aus der der Reifen gefertigt wird, soll unterschiedliche, zum Teil konkurrierende Eigenschaften in sich vereinen: geringen Rollwiderstand, hohe Haftung, geringen Abrieb, lange Haltbarkeit, stabile Stollen.
Besondere Aufmerksamkeit liegt dabei stets auf dem Zielkonflikt zwischen geringem Rollwiderstand und guter Nasshaftung. Gute Haftung ergibt sich durch eine weiche Gummimischung, die durch ihre verstärkte innere Reibung jedoch auch den Rollwiderstand erhöht. Ein guter Kompromiss wird zum Beispiel durch den Füllstoff Silica erreicht. Durch die Verwendung mehrerer Gummimischungen (Dual- und Triple-Compound-Technologie) wird bei höherwertigen Reifen versucht, eine gute Kurvenhaftung mit niedrigem Rollwiderstand bei Geradeausfahrt zu kombinieren. Winterreifen werden mit weicherer Gummimischungen gefertigt, um bei niedrigen Temperaturen eine möglichst guter Haftung zu erreichen. Reifen für den Einsatz auf Eis und hartem Schnee werden mit eingearbeiteten Spikes angeboten.
Früher wurde der Reifen innen mit Talkum bestreut, um ein Verkleben von Reifen und Schlauch zu verhindern. Heute sind die Schläuche bereits ab Werk mit einer dünnen Talkum-Schicht ausgestattet.

## Reifen- und Felgengrößen
Zur Nutzung eines Tachometers und Entfernungsmessers am Fahrrad muss der Abrollumfang des Reifens berücksichtigt werden.

### Größenangaben
Die früher üblichen Größenangaben auf Fahrradreifen wurden uneinheitlich vorgenommen. Einige Größenangaben entsprechen nicht dem üblichen Muster und sind nicht untereinander umrechenbar.
Generell gilt:
- Fahrradbereifung wird traditionell nach dem (ungefähren) äußeren Reifendurchmesser sowie der Breite des Mantels benannt. Die Angabe des Außendurchmessers erfolgt in Zoll. Die Breite wird in Zoll oder in Millimetern angegeben. Ein Zoll entspricht 2,54 cm.
- Moped-, Motorrad- und Autoreifen andererseits werden nach dem äußeren Durchmesser der Felgenschulter (dem Felgenboden) benannt, auf welcher der Reifen mit seinem inneren Durchmesser aufsitzt.
- Der Nachteil der bisherigen Kennzeichnung nach dem Außendurchmesser der Reifens besteht darin, dass sich daraus keine eindeutige Aussage über die Kombinierbarkeit von Fahrradreifen und Felge ableiten lässt. Nach den neuen ETRTO-Richtlinien werden darum Reifen und Felge nun einheitlich nach dem Außendurchmesser der Felgenschulter bezeichnet. Dies entspricht dem Innendurchmesser des Reifens, der auf der Felgenschulter aufsitzt. Bei der Felge wird zusätzlich die Maulweite genannt, beim Reifen die Breite.

Die nachfolgende Tabelle zeigt Größenbezeichnungen für ein und dieselbe Bereifung nach den verschiedenen Systemen und ihre rechnerische Auflösung in mm.
| Verschiedene Größenbezeichnungen für 28″-Reifen                                                                                             | ETRTO                     | Zoll als Dezimalzahl       | Zoll als Bruch                             | Französische Angabe               |
| --- | ------------------------- | -------------------------- | ------------------------------------------ | --------------------------------- |
| beispielhafte Größenangaben für Reifen mit ähnlicher Breite, die jeweils auf eine 622er-Felge passen                                        | 37 – 622 Breite – Innen-∅ | 28 × 1,40 Außen-∅ × Breite | 28 × 15/8 × 13/8 Außen-∅ × Höhe * × Breite | 700 × 35C Außen-∅ × Breite / Höhe |
| Außendurchmesser Reifen nominell | –                         | ca. 711 mm                 | ca. 711 mm                                 | ca. 700 mm                        |
| Innendurchmesser Reifen = Felgen-Nenndurchmesser                                                                                            | 622 mm                    | –                          | –                                          | –                                 |
| Reifenhöhe nominell | –                         | -                          | ca. 41,3 mm                                | C ≈ 39 mm                         |
| Reifenbreite nominell | ca. 37 mm                 | ca. 35,6 mm                | ca. 34,9 mm                                | ca. 35 mm                         |
| In seltenen Fällen wird der Durchmesser in Millimeter und die Breite in Zoll angegeben. Das ist in der o. g. Tabelle nicht widergespiegelt. |                           |                            |                                            |                                   |

Die Nennbreiten nach englischem und französischem System liegen manchmal – wie hier – etwas unter der Nennbreite nach ETRTO, manchmal sind sie auch identisch (28×1,35 Zoll = 35-622 wird ebenfalls als 700×35C eingeordnet). Reifentests haben ergeben, dass reale Reifenbreiten von aufgezogenen und -gepumpten Reifen um 1 mm, zuweilen auch um mehr nach oben und unten vom ETRTO-Wert abweichen können. Bei realen Betriebsbedingungen betrug in einem Test für Gravelreifen die Reifenhöhe über der Felge stets etwas weniger als die Reifenbreite, schwankte aber je nach Hersteller von 2 bis 11 % niedriger. Sie liegt verständlicherweise deutlich unter ihrem Nennwert in Zoll, der sich ja auf rohe Reifen bezieht. Tatsächliche 28 Zoll ≈ 711,2 mm ergäben sich bei einer effektiven Reifenhöhe von 44,6 mm, was in etwa der Dimension 47-622 entspräche.

#### Größenangaben bei Reifen für Fahrradanhänger und Lastenräder
Fahrradanhänger und Lastenräder werden gelegentlich mit besonders belastbaren Mopedreifen ausgestattet.
Die Größenangabe dieser Reifen und Schläuche ist missverständlich, da sie uneinheitlich entweder nach dem Reifenaußendurchmesser (entsprechend der Zoll-Angabe bei Fahrrädern) oder dem Felgen-Nenndurchmesser in Zoll (wie bei Motorrädern und Kraftfahrzeugen) erfolgt.
Motorradreifen wurden traditionell mit Reifenbreite (in Zoll und oft als Bruch geschrieben) und Felgen-Nenndurchmesser in Zoll bezeichnet (meist in dieser Reihenfolge; z. B. 2 1/4 - 16).
Sowohl Mopedreifen als auch die zugehörigen Schläuche werden alternativ aber auch entsprechend der traditionellen Bezeichnung im Fahrradbereich benannt, nämlich nach Reifenaußendurchmesser in Zoll und Reifenbreite in Zoll als Dezimalzahl (meist in dieser Reihenfolge; z. B. 20 × 2,25).
Sofern die ETRTO-Bezeichnung nicht in Erfahrung gebracht werden kann, ist die Übereinstimmung oft nur dann einwandfrei sichergestellt, wenn auf Reifen und Schlauch die Größe in der genau gleichen Schreibweise angegeben ist. D. h., der Durchmesser ist entweder voran- oder nachgestellt, die Breite ist entweder als Bruch oder als Dezimalzahl angegeben und zwischen beiden steht entweder ein Bindestrich oder ein „x“. Manche Hersteller geben auch beide Bezeichnungen an. Manchmal wird dann die Angabe des Reifenaußendurchmessers als „neu“ und die des Felgen-Nenndurchmessers als „alt“ gekennzeichnet.
| Kurzbezeichnung (nach Reifenaußendurchmesser) in Zoll | Französische Kurz- bezeichnung | Felgen-Nenndurchmesser/ Reifeninnendurchmesser nach ETRTO in mm 1 |
| --- | ------------------------------ | ----------------------------------------------------------------- |
| 10″ | –                              | 152                                                               |
| 12″ 12,5″ | –                              | 203                                                               |
| 14″ | – 350 350A                     | 254 288 298                                                       |
| 16″ | – 400 400A –                   | 305 330 340 349                                                   |
| 18″ | – 450A                         | 355 357 2 390                                                     |
| 20″ | – 500A – 500 –                 | 406 438 440 451 460                                               |
| 22″ | –                              | 457                                                               |
| 24″ | – 600/600A                     | 507 520 (ISO) 540 3 541                                           |
| 26″ | 650 650C 650B 650A             | 559 571 4 584 5 590 7                                             |
| 27″ | –                              | 630                                                               |
| 27,5″ | 650B                           | 584 5                                                             |
| 28″ | 700D 700/700C 700B 700A        | 587 2 622 6 635 7 642 2                                           |
| 29″ | –                              | 622 6                                                             |
| 1 Gängige Größen sind Fett dargestellt 2 im deutschen Raum kaum verbreitet 3 z. B. auf Rollstühlen 4 weniger verbreitet 5 584-mm-Felgen werden sowohl für 26″- als auch 27,5″-Reifen verwendet. 6 622-mm-Felgen werden sowohl für 28″- als auch 29″-Reifen verwendet. 7 etwa bei englischen und holländischen Tourenrädern |                                |                                                                   |

#### Englische Bezeichnung
Varianten:
- Reifenaußendurchmesser × Reifenbreite
Beispiel: 28 × 1.40
Die erste Zahl gibt den ungefähren Reifenaußendurchmesser, die zweite gibt die ungefähre Reifenbreite an. Im allgemeinen Sprachgebrauch wird meist nur der Reifenaußendurchmesser angegeben; man spricht zum Beispiel von einem „26er Rad“.

- Reifenaußendurchmesser × Reifenhöhe × Reifenbreite
Beispiel: 28 × 15/8 × 13/8
Die Angabe der Reifenbreite erfolgt als Bruch oder in dezimaler Schreibweise.

Der tatsächliche Reifenaußendurchmesser kann von der Zoll-Angabe deutlich abweichen.

Die etwa 2012 eingeführten 29-Zoll-Mountainbike-Reifen können auf den gleichen Felgen verwendet werden wie die gängigen 28-Zoll-Reifen. Die Größenangabe „29 Zoll“ soll zum Ausdruck bringen, dass die voluminösen Mountainbike-Reifen in dieser Größe einen größeren Außendurchmesser besitzen als die bisher üblichen 28-Zoll-Reifen.
| auf Reifen angegeben | auf Reifen angegeben          | 24″                           | 26″                          | 27″ (Schlauchreifen)        | 27,5″                         | 28″                         | 29″                         |
| Felgengröße umgangssprachlich | Felgengröße umgangssprachlich | 24er                          | 26er                         | 27er                        | 27-5er                        | 28er                        | 29er                        |
| Felgengröße nach ETRTO | Felgengröße nach ETRTO        | meist 507                     | oft 559 oder 571             | 630                         | 584                           | 622                         | 622                         |
| tatsächlicher Außen-∅ der Reifen (in Klammern ist die auf dem Reifen aufgedruckte Größe angegeben; die Reifenbreite ist nur beispielhaft genannt, sie kann stark variieren) | von                           | 23,9″ (47-507 bzw. 24×1,75×2) | 24,7″ (23-571 bzw. 26×1)     | 26,5″ (18-630)              | 26,0″ (35-584 bzw. 27.5×1.35) | 27,2″ (32-622 bzw. 28×1.25) | 28,6″ (50-622 bzw. 29×2.00) |
| tatsächlicher Außen-∅ der Reifen (in Klammern ist die auf dem Reifen aufgedruckte Größe angegeben; die Reifenbreite ist nur beispielhaft genannt, sie kann stark variieren) | bis                           | 24,4″ (37-540 bzw. 24×13/8)   | 26,6″ (57-559 bzw. 26×2.125) | 27,8″ (32-630 bzw. 27×11/4) | 29,0″ (75-584 bzw. 27.5×3.00) | 28,5″ (47-622 bzw. 28×1.75) | 29,5″ (60-622 bzw. 29×2.35) |

#### Französische Bezeichnung

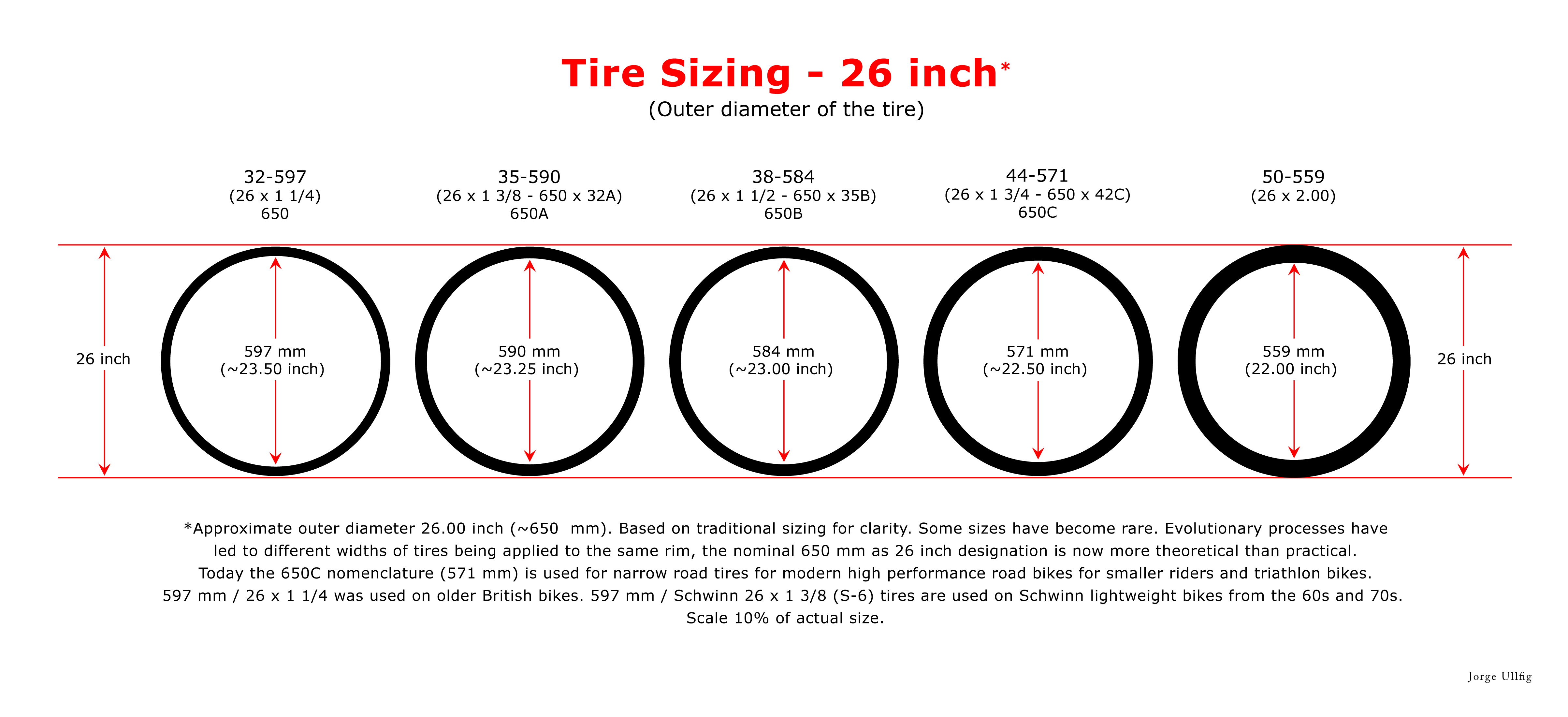
26″-Reifen wurden zur Verwendung mit fünf verschiedenen Felgendurchmessern angeboten. Über dem Reifen wird jeweils zuoberst die neue Bezeichnung nach ETRTO genannt. Darunter folgt die traditionelle und in der dritten Zeile die französische Bezeichnung. Am gebräuchlichsten ist das rechts abgebildete Maß. Inzwischen wird die in der Mitte abgebildete Reifengröße für Mountainbikes verwendet und als 27,5″ bezeichnet.

- Reifenaußendurchmesser, Reifenbreite und Kürzel für Reifenhöhe
Beispiel: 700 × 35C
Die erste Zahl gibt den Reifenaußendurchmesser an, die zweistellige Zahl gibt die Reifenbreite in mm an. Der Buchstabe kennzeichnet den Reifeninnendurchmesser (C: 622 mm)[26], sodass sich aus der Differenz zu dem ersten Wert die ungefähre Reifenhöhe ergibt. Im Beispiel ergibt sich für die Reifenhöhe 39 mm: {\displaystyle 700\,\mathrm {mm} -622\,\mathrm {mm} =2*39\,\mathrm {mm} }.

#### ETRTO

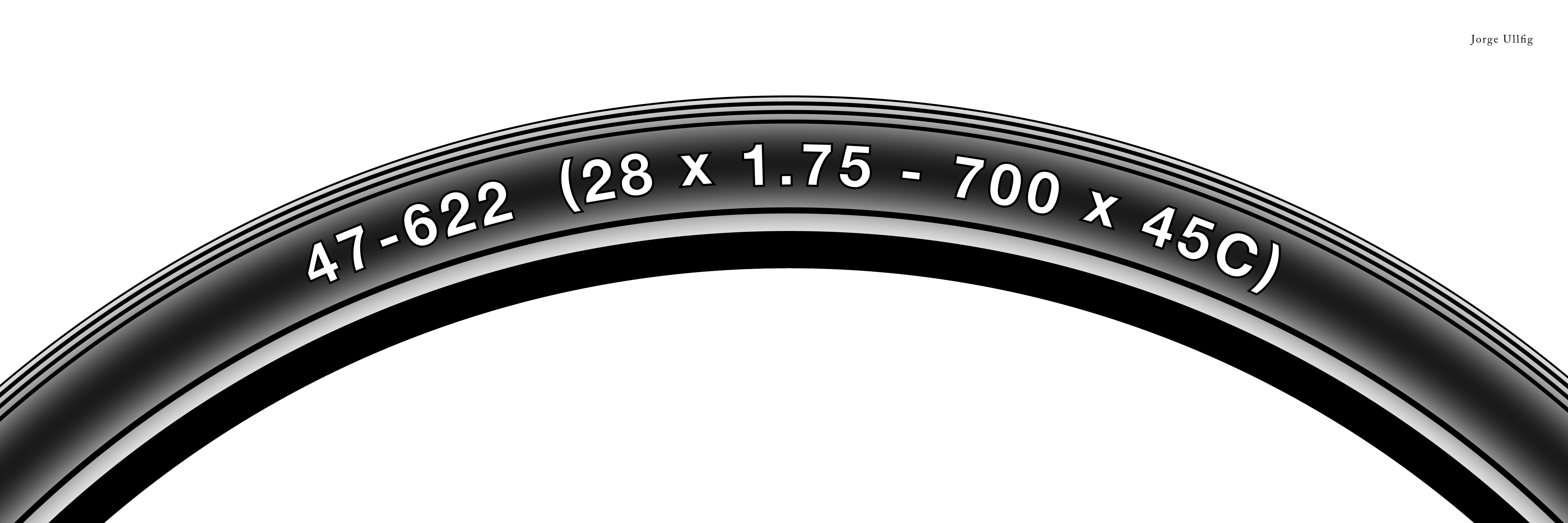
Reifengrößenbezeichnungen auf der Seite eines Reifens

Nach ETRTO (Europäische Reifen- und Felgen-Sachverständigenorganisation) werden die Reifenbreite gefolgt vom Reifeninnendurchmesser jeweils in Millimeter angegeben. Letzterer entspricht dem Nenndurchmesser der Felge an der Stelle, an welcher der Reifen auf dem Felgenboden aufsitzt.
Beispiel: 47-622 steht für:
- Reifenbreite: 47 mm
- Reifeninnendurchmesser bzw. Felgen-Nenndurchmesser: 622 mm

Ein Reifen mit der Dimension 47-622 passt also nur auf eine 622er-Felge. Auch werden Empfehlungen gegeben, mit welcher Maulweite der Felge die Reifenbreite von 47 mm zu kombinieren ist (siehe Tabelle unterhalb).
Moderne Fahrradschläuche sind ausreichend flexibel, um mit unterschiedlich großen Reifen verwendet zu werden. Die Hersteller benennen die Bandbreite der zum Schlauch passenden Reifen, indem sie das kleinste und das größte empfohlene Maß angeben – getrennt von einem Schrägstrich.
Beispiel: 32/47-609/642 steht für:
- Minimale Reifenbreite: 32 mm
- Maximale Reifenbreite: 47 mm
- Minimaler Reifeninnendurchmesser bzw. Felgen-Nenndurchmesser: 609 mm
- Maximaler Reifeninnendurchmesser bzw. Felgen-Nenndurchmesser: 642 mm

Der Außendurchmesser des gesamten Laufrades lässt sich an der Angabe nach ETRTO nicht ablesen. Da Drahtreifen im Allgemeinen nur wenig höher als breit sind, lässt sich das Mindestmaß des Außendurchmessers jedoch abschätzen, indem die doppelte Reifenbreite zum Innendurchmesser hinzuaddiert wird.
Die ETRTO hat nur Reifengrößen mit einem gewissen Verbreitungsgrad definiert; für einige seltene Reifengrößen werden von der ETRTO keine Vergleichswerte genannt.
| Maulweite der Felge [mm] | von der ETRTO empfohlene Reifenbreiten [mm] |
| --- | ------------------------------------------- |
| 13 | 18 – 25                                     |
| 15 | 23 – 32                                     |
| 17 | 25 – (37) * 50 (52) *                       |
| 19 | 28 – (47) * 57 (62) *                       |
| 21 | 35 – (50) * 62                              |
| 23 | 37 – (50) * 64                              |
| 25 | (42) * 44 – (60) * 64                       |
| 27 | 47 – 64                                     |
| 29 | (52) * 54 – 64                              |
| | Breite Ballon- und Fatbikereifen ***        |
| 30 | 65 – 75                                     |
| 35 | 65 – 75                                     |
| 40 | 65 – 75                                     |
| 45 | 70 – 75                                     |
| 50 | 70 – 75                                     |
| 65 | 100                                         |
| 70 | 100                                         |
| 75 | 100 – 110                                   |
| 80 | 100 – 120                                   |
| 85 | 110 – 120                                   |
| 90 | 110 – 120                                   |
| 100 | 120                                         |
| * Die Angaben in Klammern entsprechen der ehe- maligen ETRTO-Empfehlung bis 2006. * Die Angaben in Klammern stammen von Schwalbe und Mavic und weichen evtl. von den ETRTO-Angaben ab. *** Die Angaben stammen von Schwalbe |                                             |

### Verhältnis von Reifen- zu Felgenbreite
Nebenstehende Tabelle benennt die in der ETRTO-Norm empfohlenen Paarungen von Reifenbreite zu Felgenweite.
Je nach Maulweite der Felge lässt sich ein Spektrum von Reifen unterschiedlicher Breite montieren.
Nicht jedes Breiten-Verhältnis ist jedoch sinnvoll. Reifen, die kaum breiter oder sogar schmaler als die Felge sind, besitzen wenig Federwirkung und neigen bei niedrigem Luftdruck zu Durchschlägen. Besonders breite Reifen können bei hohem Luftdruck die Felgenflanken überlasten. Bei niedrigem Luftdruck können breite Reifen ein schwammiges Fahrverhalten bewirken und im Extremfall sogar ausbrechen.
Die stark belasteten Reifen von Tandems, Lasten- oder Reiserädern sollten nach den restriktiveren ETRTO-Empfehlungen ausgewählt werden, die bis 2006 gegolten haben. Andernfalls neigen die Reifen zu vorzeitigem Verschleiß an der Reifenflanke, da diese unmittelbar am Felgenrand geknickt und durch die Walkarbeit belastet wird. Im Zweifel sollte die Reifenbreite auf das doppelte Felgen-Innenmaß (Nennmaß) begrenzt werden.
Ein breiter (Mountainbike-)Reifen auf einer zu schmalen Felge kann zu charakteristischen kurzen Rissen auf der Innenseite des Schlauchs im Bereich der Speichennippel führen. Die Ursache liegt wohl darin, dass der Schlauch beim Aufpumpen zunächst den großvolumigen, konzentrischen Querschnitt des Reifens ausfüllt und erst anschließend in den schmalen Felgenboden hinuntergedrückt wird. Der zur Felge gerichtete Bereich des Schlauchs wird dabei überdehnt und anfällig für jede Unebenheit im Felgenboden. Die leichte Aufwölbung des Felgenbands über den Speichennippeln führt dann bereits zur Rissbildung durch Überdehnung. Nach Entnahme des defekten Schlauchs zeichnen sich auf der Innenseite die Wölbungen der Speichennippel ab, mit der schadhaften Stelle in Form eines feinen Schlitzes im Zentrum.

## Fahr- und Rollwiderstand
Der Rollwiderstand eines Reifens hängt in erster Linie davon ab, wie viel Energie durch die Verformung des Reifengummis, das Walken, in Wärme umgesetzt wird. Wünschenswert ist eine möglichst kleine Kontaktfläche des Reifens mit der Fahrbahn, da dadurch die Verformung minimiert wird. Die Reifenaufstandsfläche ist gleich der Radlast geteilt durch den Reifendruck. (Beispiel: Eine Radlast von 50 kg entspricht in etwa einer Aufstandskraft von 500 N. Bei einem Reifendruck von 5 bar = 50 N/cm² ergibt sich ein Latsch von 10 cm². Das entspricht einer Kreisfläche mit 3,6 cm Durchmesser.) Mit schmalen Reifen lässt sich der Rollwiderstand in erster Linie deswegen reduzieren, weil sich diese stärker aufpumpen lassen, wodurch die Reifenaufstandsfläche kleiner und das Walken des Reifens minimiert wird. Bei gleichem Luftdruck hat die Aufstandsfläche eines breiten Reifens die gleiche Größe, jedoch eine kompaktere Form. Da im mittigen Bereich einer langgestreckten Aufstandsfläche eine größere Verformung erfolgt, ergibt sich ein leichter Vorteil für den breiteren Reifen.
Reifen mit gleicher Aufstandsfläche haben in diesen Fällen einen geringeren Rollwiderstand:
- Wenn sie einen größeren Durchmesser haben. Kleinere Reifen erfordern eine höhere Verformungsarbeit, da der Reifen vor der Anpassung an die ebene Fahrbahn eine größere konvexe Krümmung aufweist.
- Wenn der Reifen eine dünnere und flexible Karkasse besitzt. Je geringer der Luftdruck, desto entscheidender wird hierbei die Flexibilität der Reifenflanke.
- Wenn auf einen Schlauch (siehe #Schlauchlose Reifen) sowie auf Pannenschutzeinlagen verzichtet wird, da diese die Walkarbeit erhöhen.

Mountainbike-Reifen mit weit auseinander stehenden Stollen und dünner Karkasse sind heute oft relativ leicht. Durch die Verformung der Stollen beim Abrollen des Reifens erhöht sich jedoch der Rollwiderstand in gewissem Maß.

## Luftdruck

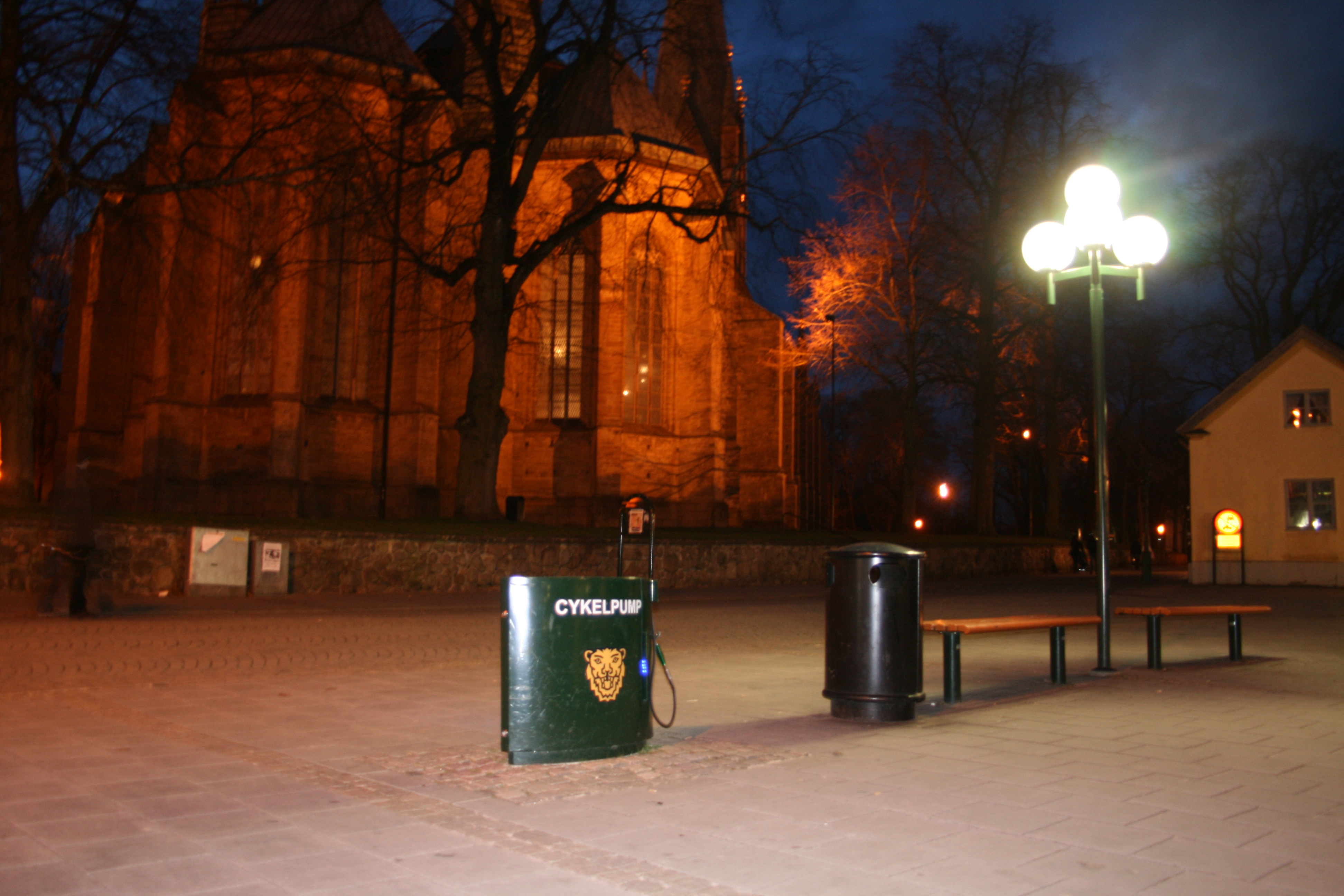
Öffentliche Luftpumpe in Linköping, Schweden

Der zulässige Innendruck wird auf den Reifenflanken meist in verschiedenen Einheiten angegeben, z. B. in Bar, PSI oder kPa. Prinzipiell benötigen schmalere Reifen bei gleicher Radlast einen höheren Reifendruck als breitere, weil die geringere Profilbreite nur eine kleinere Aufstandsfläche (Latsch) ermöglicht.
Ein zu niedriger Druck erhöht die Gefahr des Durchschlags, und das Verhalten bei Kurvenfahrten wird instabil. Zudem steigt der Rollwiderstand deutlich an.
Wird der Reifen mit dem Gewicht von Fahrer und Gepäck belastet, sollten sich die Flanken des Reifens nur leicht ausbeulen.
Wird die Kante eines Bordsteins langsam mit dem Vorderrad überfahren ohne das Gewicht zu verlagern, darf die Felge nicht auf der Bordsteinkante aufsitzen. Der Reifen muss den Stoß aufnehmen können, ohne durchzuschlagen.
Aspekte zur Wahl des Reifendrucks:
- Der Federungskomfort von ansonsten ungefederten Fahrrädern hängt entscheidend vom Luftdruck und der Reifendicke ab. Je höher der Druck, desto direkter werden Stöße auf Rahmen und Fahrer übertragen.
- Mit sinkendem Reifendruck erhöht sich die Walkarbeit des Reifens und somit sein Rollwiderstand. Durch einen zu niedrigen Druck verringert sich auch die Lebensdauer des Reifens, weil die Flanken des Reifens dadurch stärker beansprucht und schneller brüchig werden. Auf sehr unebenem Untergrund und kiesigen Fahrwegen kann der Rollwiderstand demgegenüber sogar sinken, da ein schwach aufgepumpter Reifen Unebenheiten besser überrollt. Je weniger Stöße an den Rahmen weitergegeben und vom Gesäß des Fahrers absorbiert werden müssen, desto weniger Bewegungsenergie wird dafür aufgewendet, Fahrrad und Fahrer vertikal zu beschleunigen. Ist das Fahrrad mit einer Federung ausgestattet, so wird die Stoßenergie vom Dämpfer der Federung aufgenommen. Werden die Stöße vom Reifen „geschluckt“, so wird ein Teil der Stoßenergie in Walkarbeit übersetzt und geht wie beim Stoßdämpfer in Form von Wärme verloren, ein anderer Teil wird vom rückfedernden Reifen wieder in Bewegungsenergie überführt. Auf sehr nachgiebigem Untergrund kann sich der Rollwiderstand ebenfalls verringern, da sich ein schwach aufgepumpter Reifen stärker abplattet und durch die vergrößerte Oberfläche weniger tief in den Untergrund einsinkt.[35][38]
- Niedriger Druck führt abseits asphaltierter Wege zu besserer Traktion (Kraftübertragung), da ein nachgiebiger Reifen eine größere Kontaktfläche zum Untergrund hat, insbesondere auf losem Material wie Sand, Splitt, Kies und Schnee.
- Fällt der Druck unter ein gewisses Maß, so verringert sich die Stabilität in Schräglagen. In Kurven „schwimmt“ das Rad, d. h., es bewegt sich in gewissem Maße quer zur Fahrtrichtung; Fahrverhalten und Fahrsicherheit verschlechtern sich. Die dünnen Flanken voluminöser Mountainbikereifen können sich bei zu niedrigem Luftdruck bei Kurvenfahrt einfalten, wodurch der Reifen plötzlich nachgibt und die Kontrolle über das Rad verloren gehen kann. Durch das Einknicken und -falten der Reifenflanken kommt es zum vorzeitigen Bruch der Gummimischung und schließlich der Karkasse.
- Niedriger Druck kann zum Wandern des Reifens auf der Felge in Längsrichtung führen. Da sich der Schlauch dabei in der Regel mit dem Reifen bewegt, schiebt sich dieser beim Bremsen von hinten über das feststehende Ventil und legt sich in Falten. Auch besteht die Gefahr eines Ventilabrisses.
- Der richtige Luftdruck hängt vom Körpergewicht und ggf. der Beladung des Fahrrades ab. Insbesondere um die Gefahr eines Durchschlags beim Überfahren von scharfkantigen Hindernissen zu reduzieren, sollte bei höherem Gewicht auch der Luftdruck erhöht werden. (Siehe hierzu auch den oberen Abschnitt.)
- Der Luftdruck hängt in geringem Maße von der Umgebungstemperatur ab (siehe Thermische Zustandsgleichung idealer Gase, Gasgesetze).
- Die Belastung der Felgenflanken hängt vom Luftdruck und von der Reifenbreite ab. Die auf die Flanken der Felge wirkende Kraft ist proportional zum Produkt aus Reifendruck und Reifenbreite. Bei gleichbleibendem Reifendruck wird also durch breitere Reifen eine höhere Kraft auf die Felge ausgeübt. Durch die Einhaltung der ETRTO-Empfehlung zur Kombination von Felgenweite und Reifenbreite wird eine Überlastung des Felgenhorns vermieden. Bei einigen Leichtbaufelgen gibt der Hersteller den maximal zulässigen Luftdruck abhängig von der Reifenbreite an.

Reifendruck nach Fahrradtyp:
- Beim Mountainbike stehen Traktion und Federung im Vordergrund. Der Druck im Gelände bewegt sich zwischen 2 und 4 bar; bei Schlauchlosreifen 1,8 bis 2,5 bar. Die Flanken großvolumiger Mountainbike-Reifen (ab etwa 2″ bzw. 50 mm Breite) sind oft dünn und flexibel gestaltet. Dadurch können die Reifen mit niedrigem Luftdruck gefahren werden, ohne dass die Reifenflanken durch die stärkere Walkbewegung verschleißen. Zur Verbesserung der Traktion bei steilen Abfahrten sollte der Luftdruck so niedrig gewählt werden, dass Durchschläge gerade noch vermieden werden.
- Bei Touren- und Trekkingrädern sind vor allem Rollwiderstand und Pannensicherheit von Bedeutung. Die Drücke liegen hier zwischen 3,5 und 6 bar.
- Rennräder mit Draht- oder Schlauchreifen werden auf der Straße meist mit 4,5 bis 8 bar gefahren.[39] Beim Bahnrad sind zwischen 10 und 13 bar, bei Rekordfahrten auch höhere Drücke üblich. Ab einem Druck von etwa 14 bar gilt der Reifen als „totgepumpt“, das heißt, er federt Stöße kaum noch ab, während der Rollwiderstand nicht mehr wesentlich abnimmt.
- Zweirädrige Fahrradanhänger und Dreiräder neigen sich bei Kurvenfahrten nicht zur Seite. Der Luftdruck sollte nicht zu hoch gewählt werden, da sonst die Mitte der Lauffläche stark verschleißt, da die immer im Kontakt mit dem Untergrund steht. Auch stehen die Reifen nie vollkommen parallel zueinander. Durch die leichte Vorspur radieren hart aufgepumpte Reifen bei jeder Umdrehung auf dem Straßenbelag. Reifen mit niedrigerem Luftdruck sind nachgiebiger und verschleißen darum langsamer, wenn sie nicht präzise parallel zueinander laufen. Schließlich lassen zu hart aufgepumpte Reifen den Fahrradanhänger bei Bodenunebenheiten unkontrolliert springen, wenn dieser nicht voll beladen ist.[40]

## Haltbarkeit
Laufleistung und Lebensdauer von Fahrradreifen variieren stark mit der Gummimischung, Dicke der Gummischicht, Montageposition vorne oder hinten, Muskel- oder Elektroantrieb, Reifendruck, Umgebungstemperaturen, Fahrbahnoberfläche, Fahrstil, Bremsverhalten und Belastung. Eine typische Laufleistung liegt zwischen 4.000 und 12.000 Kilometer, bei langlebigen Reifen auch bei bis zu 25.000 Kilometern.
Bei Fahrrädern mit geringer Laufleistung kann unter Umständen ein Austausch von Reifen aufgrund anderer Alterungssymptome als dem abgefahrenen Profil notwendig werden, wenn beispielsweise durch alterungsbedingte Zersetzung, UV-Einwirkung, Chemikalieneinwirkung (z. B. Fette/Öle), Abwetzstellen durch Seitenläuferdynamos oder fehljustierte Felgenbremsklötze, nachlässige Wartung bzgl. Luftdruck oder falsche Lagerung („Plattstehen“) Reifengummi und Gewebe so rissig und porös werden, dass sie dem Innendruck nicht mehr sicher standhalten können.

## Pannensicherheit

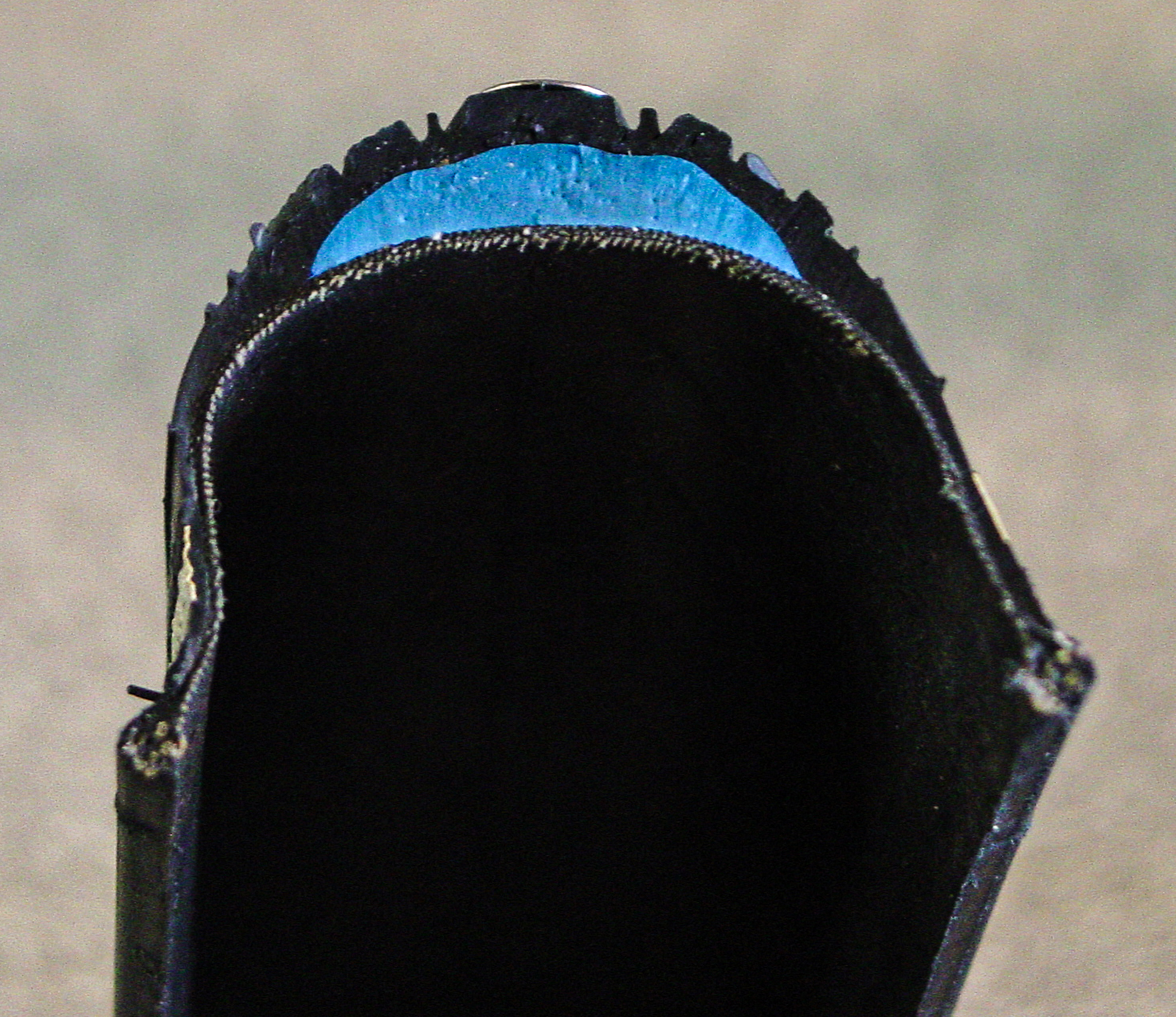
Querschnitt durch einen Drahtreifen mit Pannenschutzeinlage (blau), der Luftverlust durch kleine Glassplitter oder eindringende Dornen und Stacheln vermeidet, jedoch auch den Rollwiderstand erhöht.

Prinzipiell hängt die Pannensicherheit von der Gummimischung, der Reifendicke, der Dichte (TPI) und Art der Fäden im Gewebe der Karkasse und vom Luftdruck ab. Bei geringem Luftdruck dringen Fremdkörper leichter ein, bei höherem Luftdruck werden diese beim Überrollen eher verdrängt.
Es gibt Reifen mit einem im Bereich der Lauffläche rundum einvulkanisierten Band aus Aramiden, Kevlar oder Nylon, um das Eindringen von Glas, Dornen und anderen Fremdkörpern durch die Lauffläche zu erschweren. Solche Einlagen schützen die Reifenflanken meist nicht.
Eine andere Variante pannensicher Reifen werden mit einer zusätzlichen Einlage aus Kautschuk in der Lauffläche gefertigt. Diese erhöht zwar die Durchstichfestigkeit weniger, verhindert aber, dass kürzere Fremdkörper Karkasse und Schlauch vollständig durchstoßen. Wenn die zusätzlich eingefügte Gummimasse weich ist, erhöht sie den Rollwiderstand. Wenn sie eher hart ist, verringert sie den Federungskomfort.
Erhältlich sind auch elastische Bänder, die zwischen Schlauch und Innenseite der Lauffläche in den Mantel eingelegt werden. Für großvolumige Reifen werden neuerdings Einlagen mit U-förmigen Querschnitt aus Schaumgummi angeboten, die den Schlauch aufnehmen und sowohl Pannenschutz wie auch Rollwiderstand deutlich erhöhen. Sie werden darum eher in Elektrofahrrädern eingesetzt.
Auch Profil und Gummimischung können Auswirkungen auf die Pannenhäufigkeit haben. Die Art der Profilierung der Lauffläche sowie „klebrige“ Gummimischungen können die Anhaftung kleiner Split-, Kies- oder Glasfragmente begünstigen („Scherbensammler“). Im Laufe der Zeit können diese Fremdkörper die Karkasse beschädigen. Die Reifen sollten daher gelegentlich von solchen Fragmenten befreit werden.
Siehe auch den obigen Abschnitt Verhältnis von Reifen- zu Felgenbreite sowie die im Artikel Reifenpanne beschriebenen Lösungen.

## Reifenkodierung
Ähnlich der DOT-Nummer bei Autoreifen finden sich auch auf manchen Fahrradreifen Angaben zum Herstellungsdatum.
Für Reifen des Herstellers Continental gilt beispielsweise: Neben der Vulkanette mit dem Typen-Schriftzug befindet sich auf einer Reifenseite ein Kreis. Daneben steht eine Zahl, die Auskunft über das Herstellungsjahr gibt. Der Kreis selbst ist in vier Segmente unterteilt, in denen sich kleine Punkte zur Angabe des Herstellungsmonats befinden. Ein Punkt steht jeweils für einen Monat.
Steht beispielsweise neben dem Kreis eine 6 und im Kreis befinden sich 4 Punkte, dann wurde der Reifen im April 2006 produziert.

## Seitliche Reflektoren

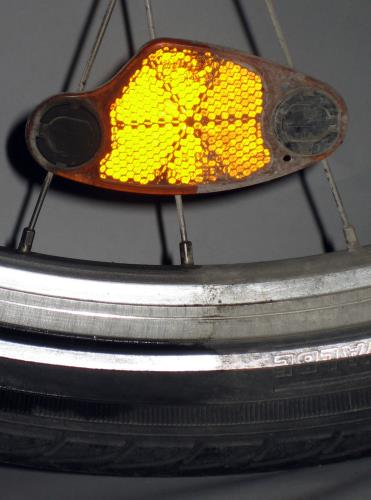
Reflexstreifen und Speichenreflektor, links sauber, rechts verschmutzt

An Fahrradreifen angebrachte durchgängige, weiße Reflexstreifen erfüllen die Anforderungen an die seitliche Rückstrahlerausstattung in Deutschland, und Österreich wenn sie die Anforderungen der ECE R-88 erfüllen und ein entsprechendes Prüfzeichen aufweisen.

## Zulassung
In Deutschland brauchen Fahrradreifen für den Straßenverkehr keine Zulassung, siehe § 22a Abs. 1 Nr. 22 StVZO. Laut Richtlinie R30 der Wirtschaftskommission für Europa sind die Teilnehmerländer der European Tyre and Rim Technical Organisation (ETRTO) verpflichtet, zu melden, welche Prüforganisationen Reifen prüfen und zulassen. Voraussetzung für die Zulassung auch von Fahrradreifen ist die eingebackene Angabe der metrischen Größenbezeichnung und des vorgesehenen Luftdrucks.

## Hersteller
Die im deutschen Handel gängigsten Fahrradreifen sind von folgenden Herstellern bzw. Marken (Länderangabe bezieht sich auf Unternehmenssitz, nicht auf Produktionsstandort):
- Bontrager (USA), Reifenhersteller der Trek Bicycle Corporation
- Continental AG (Deutschland)
- Hutchinson (Frankreich)
- Kenda (Taiwan)
- Mavic (Frankreich)
- Maxxis (Taiwan)
- Michelin (Frankreich)
- Nokian (auch: Nokia) (Finnland), überwiegend Winterreifen
- Pirelli (Italien)
- Prophete (Deutschland)
- Schwalbe (Ralf Bohle GmbH, Deutschland)
- Reifenwerk Heidenau, fertigte von 1969 bis 1994 Pneumant-Reifen, weiterhin spezialisiert auf Zweirad- und Spezial-Diagonalreifen
- Vittoria (Italien)
- Vredestein (Niederlande)